# Арчинский язык
Арчи́нский язык  (арч. аршаттен чIат) — один из малочисленных лезгинских языков нахско-дагестанской языковой семьи, язык арчинцев. Распространён в качестве языка бытового общения в сёлах Арчиб, Алчуниб, Хитаб, Калиб, Кесериб, Хилих и Кубатль Чародинского района Дагестана. 
Число говорящих на арчинском языке — 1 435 человек на 2021 год.
Его фонологическая система отличается богатством фонемного состава (81 фонема), просодической фарингализацией. Развита морфонология агглютинативного типа с элементами аналитизма. Морфологические категории отличаются большим многообразием возможных форм и развитостью (так, выделяются 8 согласовательных классов, 16 падежей, категория локализации у существительного; 17 видо-временных значений, 10 наклонений, категории заглазности, комментатива у глагола). В синтаксисе — свободный порядок слов со склонностью к размещению сказуемого в конце предложения и к левостороннему ветвлению. Отмечается широкое синтаксическое использование классно-числового согласования, эргативный строй, неразвитость синтаксических процессов, использование деепричастий и инфинитива для оформления актантных и обстоятельственных предложений, причастий — для образования относительного предложения.

## Фонетика

### Гласные
Для системы гласных арчинского языка характерно наличие простых и фарингализованных гласных. Фарингализованные гласные имеются и в других языках лезгинской группы (в том числе в рутульском, цахурском и удинском). Кроме того, гласные противопоставляются по признаку краткости — долготы.
| Подъём   | Передние | Передние          | Средние | Средние           | Задние  | Задние            |
| Подъём   | Простые  | Фарингализованные | Простые | Фарингализованные | Простые | Фарингализованные |
| -------- | -------- | ----------------- | ------- | ----------------- | ------- | ----------------- |
| Передний | i, iː    | iˁ                |         |                   | u, uː   | uˁ                |
| Средний  | e̞, e̞ː    | e̞ˁ                | (ə)     | (əˁ)              | o̞, o̞ː   | o̞ˁ, (o̞ˁː)         |
| Нижний   |          |                   | ä, äː   | äˁ, äˁː           |         |                   |

В скобках приведены гласные, не встречающиеся в начале слова.
В арчинском языке встречаются дифтонги, образующиеся при встрече аппроксимантов в, й с гласными а, э (е), и, о, у. Дифтонги могут быть двух видов:
- восходящие: ва, ви, веӀ, йа, йу и др.
- нисходящие: ав, ив, ов, ай, уй, ий и др.

### Согласные
|               |               |               | Губные | Зубные | Зубные | Альвеол. | Альвеол. | Постальв. | Постальв. | Палат. | Латер. | Латер. | Велярные | Велярные | Увулярные | Увулярные | Увулярные | Увулярные | Фаринг. | Глотт. |
|               |               | Лаб.          |        | Лаб.   |        | Лаб.     |          |           | Лаб.      |        | Лаб.   |        | Лаб.     | Фар.     | Л.+Ф.     |           |           |           |         |        |
| ------------- | ------------- | ------------- | ------ | ------ | ------ | -------- | -------- | --------- | --------- | ------ | ------ | ------ | -------- | -------- | --------- | --------- | --------- | --------- | ------- | ------ |
| Носовые       | Носовые       | Носовые       | m      | n      |        |          |          |           |           |        |        |        |          |          |           |           |           |           |         |        |
| Взрывные      | звонкие       | звонкие       | b      | d      |        |          |          |           |           |        |        |        | ɡ        | ɡʷ       |           |           |           |           |         |        |
| Взрывные      | глухие        | придых.       | pʰ     | tʰ     | tʰʷ    |          |          |           |           |        |        |        | kʰ       | kʰʷ      |           |           |           |           |         |        |
| Взрывные      | глухие        | сильные       | (pː)   | (tː)   |        |          |          |           |           |        |        |        | (kː)     | (kːʷ)    |           |           |           |           |         |        |
| Взрывные      | глухие        | эмфатич.      | pʼ     | tʼ     |        |          |          |           |           |        |        |        | kʼ       | kʼʷ      |           |           |           |           |         | (ʔ)    |
| Аффрик.       | придых.       | слабые        |        |        |        | t͡sʰ      | t͡sʰʷ     | t͡ʃʰ       | t͡ʃʰʷ      |        | k͡ʟ̝̊ʰ    | k͡ʟ̝̊ʰʷ   |          |          | q͡χʰ       | q͡χʰʷ      | q͡χʰˁ      | q͡χʰʷˁ     |         |        |
| Аффрик.       | придых.       | сильные       |        |        |        | (t͡sʰː)   |          | (t͡ʃʰː)    |           |        |        |        |          |          |           |           |           |           |         |        |
| Аффрик.       | эмфатич.      | слабые        |        |        |        | t͡sʼ      |          | t͡ʃʼ       | t͡ʃʼʷ      |        |        |        |          |          | q͡χʼ       | q͡χʼʷ      | q͡χʼˁ      | q͡χʼʷˁ     |         |        |
| Аффрик.       | эмфатич.      | сильные       |        |        |        | (t͡sːʼ)   |          |           |           |        | k͡ʟ̝̊ːʼ   | k͡ʟ̝̊ːʼʷ  |          |          | (q͡χːʼ)    |           | (q͡χːʼˁ)   | (q͡χːʼʷˁ)  |         |        |
| Фрикат.       | звонкие       | звонкие       |        |        |        | z        | zʷ       | ʒ         | ʒʷ        |        | (ʟ̝)    |        |          |          | ʁ         | (ʁʷ)      | ʁˁ        | ʁʷˁ       | ʕ       |        |
| Фрикат.       | глухие        | слабые        |        |        |        | s        | sʷ       | ʃ         | ʃʷ        |        | ʟ̝̊      | ʟ̝̊ʷ     |          |          | χ         | χʷ        | χˁ        | χʷˁ       |         | h      |
| Фрикат.       | глухие        | сильные       |        |        |        | sː       |          | ʃː        | ʃːʷ       |        | ʟ̝̊ː     | ʟ̝̊ːʷ    |          |          | χː        | χːʷ       | χːˁ       | χːʷˁ      | ʜ:      |        |
| Дрожащие      | Дрожащие      | Дрожащие      |        |        |        |          |          | r         |           |        |        |        |          |          |           |           |           |           |         |        |
| Аппроксиманты | Аппроксиманты | Аппроксиманты | w      |        |        | l        |          |           |           | j      |        |        |          |          |           |           |           |           |         |        |

В скобках указаны согласные, не встречающиеся в начале слова.

## Письменность

### Научная транслитерацияА. Дирра
В книге Адольфа Дирра «Арчинский язык: Грамматический очерк, тексты, сборник арчинских слов с русским к нему указателем.» которая была написана в 1908 году говорится об арчинской азбуке, которую сами арчинцы не использовали. Сама азбука Дирра построена преимущественно на кириллице, однако присутствуют и латинские символы.

### Наше время
До недавнего времени язык был бесписьменным. В 2006 году группой российских лингвистов разработана письменность на основе аварской кириллицы. Новая кириллическая письменность была использована в трёхъязычном арчинско-русско-английском словаре, составленном Суррейской морфологической группой, наряду с латинской орфографией, приближенной к МФА.
| МГУ-кир, 2006 г. | Произношение по МФА | Микаилов К. Щ., 1967 г. | МГУ, Звегинцев В. А., 1977 г. |
| ---------------- | ------------------- | ----------------------- | ----------------------------- |
| А, а             | /ä/                 | а                       | а                             |
| Аа, аа           | /äː/                | а                       | ā                             |
| АӀ, аӀ           | /äˁ/                | аӀ                      | aI                            |
| АаӀ, ааӀ         | /äˁː/               | аӀ                      | āI                            |
| Ы, ы             | /ə/                 | ы                       | ə                             |
| Б, б             | /b/                 | б                       | b                             |
| В, в             | /w/                 | в                       | w                             |
| Г, г             | /g/                 | г                       | g                             |
| Гв, гв           | /ɡʷ/                | гв                      | g˳                            |
| Гь, гь           | /h/                 | гь                      | h                             |
| Гъ, гъ           | /ʁ/                 | гъ                      | R                             |
| Гъв, гъв         | /ʁʷ/                | гъв                     | R˳                            |
| ГъӀ, гъӀ         | /ʁˁ/                | гъ                      | RI                            |
| Гъӏв, гъӏв       | /ʁʷˁ/               | гъв                     | RI˳                           |
| Д, д             | /d/                 | д                       | d                             |
| Е, е             | /e̞/                 | е                       | e                             |
| Её, её           | /e̞ː/                | е                       | ē                             |
| ЕӀ, еӀ           | /e̞ˁ/                | еӀ                      | eI                            |
| Ж, ж             | /ʒ/                 | ж                       | ž                             |
| Жв, жв           | /ʒʷ/                | жв                      | ž˳                            |
| З, з             | /z/                 | з                       | z                             |
| Зв, зв           | /zʷ/                | зв                      | z˳                            |
| И, и             | /i/                 | и                       | i                             |
| Ии, ии           | /iː/                | и                       | ī                             |
| ИӀ, иӀ           | /iˁ/                | иӀ                      | iI                            |
| Й, й             | /j/                 | й                       | j                             |
| К, к             | /kʰ/                | к                       | k                             |
| Кк, кк           | /kː/                | кк                      | k̅                             |
| Кв, кв           | /kʰʷ/               | кв                      | k˳                            |
| Ккв, ккв         | /kːʷ/               | ккв                     | k̅˳                            |
| КӀ, кӀ           | /kʼ/                | кӀ                      | k’                            |
| Кӏв, кӏв         | /kʼʷ/               | кӏв                     | k’˳                           |
| Къ, къ           | /q͡χʼ/               | кь                      | q’                            |
| Къв, къв         | /q͡χʼʷ/              | кьв                     | q’˳                           |
| Ккъ, ккъ         | /q͡χːʼ/              | к̅ь                      | q̅’                            |
| КъӀ, къӀ         | /q͡χʼˁ/              | кь                      | qI’                           |
| КкъӀ, ккъӀ       | /q͡χːʼˁ/             | к̅ь                      | q̅I’                           |
| Къӏв, къӏв       | /q͡χʰʷˁ/             | кьв                     | qI’˳                          |
| Ккъӏв, ккъӏв     | /q͡χːʼʷˁ/            | к̅ьв                     | q̅I’˳                          |
| Кь, кь           | /k͡ʟ̝̊ːʼ/              | к̅ьӀ                     | ǩ’                            |
| Кьв, кьв         | /k͡ʟ̝̊ːʼʷ/             | к̅ьӏв                    | ǩ’˳                           |
| Л, л             | /l/                 | л                       | l                             |
| Лъ, лъ           | /ʟ̝̊/                 | лъ                      | x̌                             |
| Ллъ, ллъ         | /ʟ̝̊ː/                | л̅ъ                      | x̌̅                             |
| Лъв, лъв         | /ʟ̝̊ʷ/                | лъв                     | x̌˳                            |
| Ллъв, ллъв       | /ʟ̝̊ːʷ/               | л̅ъв                     | x̌̅˳                            |
| ЛӀ, лӀ           | /k͡ʟ̝̊ʰ/               | лӀ                      | ǩ                             |
| Лӏв, лӏв         | /k͡ʟ̝̊ʰʷ/              | лӏв                     | ǩ˳                            |
| М, м             | /m/                 | м                       | m                             |
| Н, н             | /n/                 | н                       | n                             |
| О, о             | /o̞/                 | о                       | o                             |
| Оо, оо           | /o̞ː/                | о                       | ō                             |
| ОӀ, оӀ           | /o̞ˁ/                | оӀ                      | oI                            |
| ОоӀ, ооӀ         | /o̞ˁː/               | оӀ                      | ōI                            |
| П, п             | /pʰ/                | п                       | p                             |
| Пп, пп           | /pː/                | пп                      | p̅                             |
| ПӀ, пӀ           | /pʼ/                | пӀ                      | pʼ                            |
| Р, р             | /r/                 | р                       | r                             |
| С, с             | /s/                 | с                       | s                             |
| Сс, сс           | /sː/                | с̅                       | s̅                             |
| Св, св           | /sʷ/                | св                      | s˳                            |
| Т, т             | /tʰ/                | т                       | t                             |
| Тт, тт           | /tː/                | тт                      | t̅                             |
| ТӀ, тӀ           | /tʼ/                | тӀ                      | t’                            |
| Тв, тв           | /tʰʷ/               | тв                      | t˳                            |
| У, у             | /u/                 | у                       | u                             |
| Уу, уу           | /uː/                | у                       | ū                             |
| УӀ, уӀ           | /uˁ/                | уӀ                      | uI                            |
| Х, х             | /χ/                 | х                       | x                             |
| Хх, хх           | /χː/                | х̅                       | x̅                             |
| Хв, хв           | /χʷ/                | хв                      | x˳                            |
| Ххв, ххв         | /χːʷ/               | х̅в                      | x̅˳                            |
| XI, хӀ           | /ʜ:/                | х̅I                      | H                             |
| ХьӀ, хьӀ         | /χˁ/                | х                       | xI                            |
| ХхьӀ, ххьӀ       | /χːˁ/               | х̅                       | x̅I                            |
| Хьӏв, хьӏв       | /χʷˁ/               | хв                      | xI˳                           |
| Ххьӏв, ххьӏв     | /χːʷˁ/              | х̅в                      | x̅I˳                           |
| Хъ, хъ           | /q͡χʰ/               | хъ                      | q                             |
| Хъв, хъв         | /q͡χʰʷ/              | хъв                     | q˳                            |
| ХъӀ, хъӀ         | /q͡χʰˁ/              | хъ                      | qI                            |
| Хъӏв, хъӏв       | /q͡χʰʷˁ/             | хъв                     | qI˳                           |
| Ц, ц             | /t͡sʰ/               | ц                       | c                             |
| Цв, цв           | /t͡sʰʷ/              | цв                      | c˳                            |
| ЦӀ, цӀ           | /t͡sʼ/               | цӀ                      | c’                            |
| ЦцӀ, ццӀ         | /t͡sːʼ/              | ц̅I                      | c̅’                            |
| Ч, ч             | /t͡ʃʰ/               | ч                       | č                             |
| Чв, чв           | /t͡ʃʰʷ/              | чв                      | č˳                            |
| ЧӀ, чӀ           | /t͡ʃʼ/               | чӀ                      | č’                            |
| Чӏв, чӏв         | /t͡ʃʼʷ/              | чӏв                     | č’˳                           |
| Ш, ш             | /ʃ/                 | ш                       | š                             |
| Щ, щ             | /ʃː/                | ш̅                       | š̅                             |
| Шв, шв           | /ʃʷ/                | шв                      | š˳                            |
| Щв, щв           | /ʃːʷ/               | ш̅в                      | š̅˳                            |
| Э, э             | /e̞/                 | э                       | e                             |
| Ээ, ээ           | /e̞ː/                | э                       | ē                             |
| ЭӀ, эӀ           | /e̞ˁ/                | эӀ                      | eI                            |

## Фонология

### Фонологические изменения гласных

#### Ассимиляция
Ударный гласный вызывает ассимиляцию предыдущего ударного гласного. Примеры полной ассимиляции (полного уподобления ударному гласному):
- ло «дитя» — лагьа «дитя» (эрг. п.)
- анс «бык» — унсур «быки»
- хьӏон «корова» — хьӏини «корова» (эрг. п.)
- цӏит «корзина» — цоӏттор «корзины»
- кьили «седло» — кьолло «сёдла»
- биш «теленок» — бошор «телята»
- бархъ «солнце» — берхъе «солнце» (эрг. п.)

Возможна также частичная ассимиляция, когда а перед в — показателем I грамматического класса, переходит в о:
| Значение         | I класс      | II класс      | III класс     | IV класс       |
| ---------------- | ------------ | ------------- | ------------- | -------------- |
| лежать           | овхас        | архас         | абхас         | ахас           |
| сесть, прош. вр. | къовди — сел | къарди — села | къабди — село | къеӏйди — село |

#### Редукция
В случае присоединения ударного суффикса, гласный односложной основы (как правило о или и) переходит в ы:
- ххикӀ «кулак» — ххыкӏот «кулаки»
- гон «палец» — гыннор «пальцы»
- ссоб «рот» — ссыбот «рты»
- ллъан «вода» — ллъынне «вода» (эрг. п.)
- хъӏин «мост» — хъӏыннор «мосты»
- кӏос «нож» — кӏыссор «ножи»

При этом всегда сохраняется фарингализация редуцируемого гласного:
- оӏнт «голова (животного, женщины)» — ыӏнтор «головы»
- ноӏш «лошадь» — ныӏши «лошадь» (эрг. п.)

При добавлении суффикса к двух- и трёхсложным словам, последний гласный редуцируется полностью:
- хамхи «туша» — хамхту «туши»
- ноккъӏон «мышь» — ныккъӏна «мышь» (эрг. п.)
- кагъыра «бумага» — кагъырмул «бумаги», в этом случае ударение падает на первый слог

### Фонологические изменения согласных

#### Ассимиляция
При встрече сонорных согласных, конечного — основы и начального — суффикса, возможны несколько вариантов ассимиляции:
нл > нн:
- цӏахӏан «дрова» — цӏахӏанни «дрова» (эрг. п.)
- кӏан «дно» — кӏанни «дно» (эрг. п.)
- дивин «ковёр» — дивинни «ковёр» (эрг. п.)

рл > лл:
- лур «глаз» — лулли «глаз» (эрг. п.)
- мокьор «береза» — мокьолли «береза» (эрг. п.)
- кагъыра «бумага» — кагъылли «бумага» (эрг. п.)
- баккъари «ярка» — баккъалли «ярка» (эрг. п.)

нм > мм. Имеет место при образовании множественного числа с помощью суффикса -мул:
- чӀeӀн «стена» — чӀeӀммул «стены»
- барсон «ребро» — барсоммул «ребра»
- ахыран «фрукт» — ахыраммул «фрукты»
- кӏолъан «саманник» — кӏолъаммул «саманник»

#### Редукция
При добавлении суффикса может полностью редуцироваться конечный слог, содержащий сонорных гласный:
- гьекьина «предмет» — гьекьимул «предметы»
- накӏына «ключ» — накӏымул «ключи»

#### Спирантизация аффрикат
Когда присоединяемый суффикс начинается на т, тт или д, эмфатические аффрикат превращаются в соответствующие им звонкие фрикативные согласные, а придыхательные аффрикаты — в глухие фрикативные.
цӀ > з, ццӀ > з
- хацӏи «щипцы» — хазду «щипцы» (мн. ч.)
- ццӏи «сладок» — издут «сладкий»
- марццӀ ас «чистить» — марздут «чистый»

чӀ > ж
- кӏачӏи «лист» — кӏажду «листья»
- мочӏор «бородка» — межде «бородка» (эрг. п.)

кь > ль
- нокь «дом» — нольдур «дома»
- накь эти «посинел» — нальдут «синий»
- кьекьы бос «искривить» — кьельдут «кривой»

къ > гъ, ккъ > гъ
- деккъ «хром» — дегъдут «хромой»
- тукъ кес «сгуститься» — тугъдут «густой»
- ккъабккъши «грязно» — ккъабгъдут «грязный»
- тӏанкъши «твердо» — тӏангъдут «твердый»
- иӏкъвши «тяжело» — иӏгъдут «тяжелый»
- ккъаккъи «икра» — ккъагъду «икра» (мн. ч.)

ц > с, цц > с
- гьинц «теперь» — гьинсту «теперешний»
- гвацци «кобыла» — гвасту «кобылы»
- моццор «гора» — месте «гора» (эрг. п.)
- бец «слеп» — бесттут «слепой»

ч > ш, чч > ш
- гваччи «собака» — гвашту «собаки»

#### Преруптивизация
Конечный взрывной придыхательный согласный т или к при добавлении суффикса превращается в усиленный непридыхательный согласный.
т > тт:
- сот «зуб» — соттор «зубы»
- бат «рог» — баттур «рога»
- лацит «железо» — лацуттен «железный»
- цӏит «шкатулка» — цӏоттор «шкатулки»

к > кк:
- хвак «лес» — хваккиши «в лес»
- лок «колос» — локкор «колосья», лакка (эрг. п.)
- генук «яйцо» — генуккур «яйца»

#### Усиление фрикативных согласных
Фрикативные согласные в позиции между двумя гласными и перед ударным гласным усиливаются:
- кӏос «нож» — кӏыссор «ножи»
- ос «один» — оссут инхъа «на другой день»
- ххитӀ бос «толкать» — хитӏбыссан «каша»
- иш «ночь» — щви «ночью»

#### Делабиализация
Наблюдается при добавлении суффикса с начальным лабиальным звуком:
- икӏв «сердце» — икӏмис «сердцу»
- чӏакъв «ложка» — чӏакъмуллур «ложки»
- чӏникӏв «коса» — чӏникӏур «косы»
- бакв «бок» — баккур «бока»
- бикъв «место» — бикъур «места», но бикъвли (эрг. п.)

### Ударение
Если слово заканчивается на и или у, то ударение как правило падает на первый слог:
- д`орки «веко»
- к`артӏи «голова мужчины»
- чӀ`ааӏри «волосы»
- чӀ`ищи «голос», «звук»
- п`аӏртӏи «слепая кишка»
- г`уркъи «кадык» (по другой версии — гуркъ`и)
- т`уси «пищевод» (по другой версии — тусс`и)
- л`екки «кость»
- кв`ихтӏи «долбленая бочка»
- х`атӏу «ворона»
- г`икку «кукушка»
- г`ату «кошка»
- б`аӏршу «барсук»
- н`ибсу «моль»
- з`имзу «муравей»
- гь`илку «муха»
- хъ`ахъу «пшено»

Если в двухсложных словах второй гласный — а, о или е, то этот гласный получает ударение:
- був`а «мать»
- быш`ор «мужчина»
- жар`а «бедро»
- мочӀ`ор «борода»
- дарцӀ`ан «бровь»
- мох`ор «грудинка»
- нахъ`а «затылок»
- чӏер`ен «двухлетней овца»
- мот`ол «козленок»
- тенн`е «ревматизм»
- герб`ец «айва»
- чӏел`е «камень»
- меццӀ`е «угол»

Словообразовательные суффиксы ударения не получают:
- жигь`иллу «юноша»
- `астту «муж»
- д`ошттур «сестра»
- д`ибыртту «мулла»
- `ишекертту «троюродный брат»
- мыцӀ`атту «жених»

В трёхсложных словах ударение может падать на первый, второй, реже — на третий слог. Примеры приведены в таблице:
| Первый | Второй                                                                                          | Третий                                                          |
| --- | ----------------------------------------------------------------------------------------------- | --------------------------------------------------------------- |
| б`имушур «удалец» м`ачикул «родство» м`Ӏамырчи «лицо» кь`иргварчи «подбородок» й`аккашан «требуха» `оӏчӀлекки «шея» | зын`ази «труп» къилл`емаш «талия» кьул`ухи «грыжа» хӏел`еку «куриная порода» къал`акъи «крышка» | хъиппих`аӏн «ворона» хоӏлошхъ`аӏн «звезда» ахълиттик`ан «обувь» |

В четырёхсложных словах ударение падает на первый или второй слог:
- цӏим`ицӏала «бабочка»
- `ишекертту «троюродный брат»
- кӏем`екӏыла «маленькая юла»
- гъатт`аранну «пастух коровьего стада»

В основах глаголов ударение как правило падает на один из гласных корня:
- `акъас «оставлять»
- `атис «пустить»
- б`ецӏас «мочь»
- б`аӏлӀмус «давить»
- б`аӏбус «говорить»
- `ирхмус «работать»
- `экӏас «выбирать»

То же касается имен прилагательных:
- чӀyӀб`аттут «белый»
- д`оӏзут «большой»
- б`ехуттут «высокий»
- х`ахыттут «желтый»
- чӀ`агуттут «живой»
- оӏл`оттут «зеленый»
- лъалъ`аттут «редкий (лес)»

При образовании формы множественного числа, а также склонении по падежам односложных (а иногда и двух- и трёхсложных) существительных, ударение переходит на гласный суффикса:
- к`ор «печь» — кор`ом «печи»
- хъв`ал «вымя» — хъвал`ум «вымени»
- л`о «дитя» — лоб`ур «дети», лагь`а «дитя» (эрг. п.)
- н`оцӀ «птичка» — ныцӀ`о «птичка» (эрг. п.)
- `инх «масло» — инх`и «масло» (эрг. п.)
- `оӏнт «голова женщины, животного» — ыӏнт`ор «головы»
- хоӏш`он «рубашка» — хыӏшн`а «рубашка» (эрг. п.)
- ллъонн`ол «женщина» — лъенн`а «женщина» (эрг. п.)
- хъохъ`ол «пшеница» — хъыхъл`а «пшеница» (эрг. п.)
- моцц`ор «гора» — мест`е «гора» (эрг. п.)
- мох`ор «грудь» — михт`и «грудь» (эрг. п.)

В редких случаях ударение носит смыслоразличительное значение:
- д`угӏи «молитва» — дугӀ`и «край»

## Морфология

### Имя существительное

#### Грамматические классы
Особенностью морфологии арчинского языка является наличие грамматических классов, которые присущи всем самостоятельным частям речи, кроме наречий. Грамматических классов четыре:
- I класс — лица мужского пола
- II класс — лица женского пола
- III класс — неодушевленные предметы, в том числе многие половозрелые животные
- IV класс — неодушевленные предметы, в том числе детеныши животных, металлы, слова с суффиксами -кул, -мул

В ряде случаев имена существительные, обозначающие людей по профессии, национальности, происхождению, родственным отношениям, оформлены суффиксами, отражающими грамматический класс:
- аршишту «арчинец» — аршиштур «арчинка»
- йартынну «аварец» — йартыннур «аварка»
- гьаллу «хозяин» — гьаллур «хозяйка»
- нустту «зять» — нусттур «невестка»
- хьӏолинну «сельчанин» — хьӏолиннур «сельчанка»
- уштту «брат» — дошттур «сестра» — ошоб «братья», «сестры»

#### Множественное число
Существует много способов образования множественного числа существительных в арчинском языке.
| Способ образования множественного числа                | Примеры |
| ------------------------------------------------------ | --- |
| Другая основа                                          | хьӏон «корова» — буццӏи бышор «человек», «мужчина» — лӏеле ллъоннол «женщина» — хом |
| -ттил Слова, обозначающим человека                     | цӏогьор «вор» — цӏогьорттил душман «враг» — душманттил бимушур «парень» — бимушурттил |
| -ил Слова, образованные при помощи суффиксов -тт-, -т- | дибыртту «мулла» — дибырттил гьалмахту «друг», гьалмахтур «подруга» — гьалмахтил |
| -от, -ом Односложные слова, содержащие о               | ссоб «рот» — ссыбот нох «пещера» — нохот кӏокӀ «блюдо» — кӏокӏот пӏомп «колено» — пӏот къонкъ «книга» — къот чӏор «пуговица» — чӏыром ццӏор «имя» — ццӏыром ой «ухо» — ойом инх «коровье масло» — онхом                            |
| -ут Односложные слова                                  | маӏм «женская грудь» — маӏмут хъӏун «плечо» — хъӏунут эӏх «щека» — эӏхут хъваб «сноп» — хъвабут |
| -ум                                                    | деӏхв «мельничный жернов» — деӏхум хал «ноша» — халум хьӏошон «рубашка» — хьӏошонум мокьор «береза» — мокьорум |
| -мул                                                   | бел «лопата» — белмул аӏрум «серп» — аӏруммул лъол «вилы» — лъолмул барсон «ребро» — барссоммул мейманак «обезьяна» — мейманакмул гьекьина «вещь» — гьекьимул накӏына «ключ» — накӏымул                                            |
| -ур                                                    | кӏебекӀ «копейка» — кӏебекӏур ганас «плуг» — ганасур хат «горсть» — хатур бакв «бок» — баккур |
| -ор Односложные слова с гласным о                      | сот «зуб» — соттор гон «палец» — гыннор хол «рука» — холлор окь «ярмо» — окьор оӏнт «голова женщины, животного» — ыӏнтор |
| -ду Два случая                                         | кӏачӏи «лист» — кӏажду ккъаккъи «икра (часть ноги)» — ккъагъду |
| -ту                                                    | гвацци «кобыла» — гвасту гваччи «собака» — гвашту бухари «очаг» — бухарту |
| -тту                                                   | тура «шапка» — туратту ццӏи «ток, гумно» — ццӏитту доӏздиа «дедушка» — доӏздиатту гату «кошка» — гатутту |
| -о, -у                                                 | бабхмул «опухоль» — бабхмуллу жибыла «ласточка» — жибыллу кьеремкӏул «шкура ягненка» — кьеремкӏуллу хьӏили «бычок» — хьӏолло пехле «серьга» — похло кьили «седло» — кьолло                                                         |
| -ул                                                    | оӏрос «русский» — оӏросул перттукъ «шуба» — перттукъул |
| -муллур, -муллу Односложные слова                      | нацӀ «вошь» — нацӏмуллур чӏакв «ложка» — чӏакъмуллур дакь «дверь» — дакьмуллур натӀ «гнида» — натӏмуллу хъаз «гусь» — хъазмуллу |
| Индивидуальные суффиксы                                | ло «дитя» — лобур чӏем «время» — чӏеммел нокь «дом» — нольдор ццӏай «коза» — ццӏагъур кӏветӀ «клубок» — кӏветӏкъул нустту «зять», нусттур «невестка» — нусрул чӏахутту «сосед», чӏахутту «соседка» — соседи улъду «пастух» — лъват |

#### Падежи
В арчинском языке имеется 4 основных падежа: именительный, эргативный, родительный и дательный. Также имеется орудийно-сопроводительный падеж и сложная система местных падежей.
В именительном падеже имена существительные как правило не оформляются суффиксами: хьӏабхи «рыба», устар «мастер», хвак «лес», дуру «лекарство», бархъ «солнце».
Исключения составляют слова, оформленные в именительном падеже классовыми суффиксами: дошттур «сестра», эйттур «мать»,чӏахутту «сосед», гъаттаранну «пастух».

#### Склонение имён существительных по основным падежам в единственном числе
От основы именительного падежам образуется форма эргативного падежа при помощи различных суффиксов. А от формы эргативного падежа образуется форма родительного падежам при помощи суффикса -н, и форма дательного падежам при помощи суффикса -с.
| Суффикс | Именительный падеж | Значение          | Класс | Эргативный падеж | Родительный падеж | Дательный падеж |
| --- | ------------------ | ----------------- | ----- | ---------------- | ----------------- | --------------- |
| -ли, -ни Слова III, IV классов. Некоторые слова-исключения I, II классов | тӏантӀ             | «пчела»           | IV    | тӏантӏли         | тӏантӏлин         | тӏантӏлис       |
| -ли, -ни Слова III, IV классов. Некоторые слова-исключения I, II классов | хъватӏи            | «дерево»          | III   | хъватӏили        | хъватӏилин        | хъватӏилис      |
| -ли, -ни Слова III, IV классов. Некоторые слова-исключения I, II классов | дакь               | «дверь»           | IV    | дакьли           | дакьлин           | дакьлис         |
| -ли, -ни Слова III, IV классов. Некоторые слова-исключения I, II классов | вилӀ               | «неделя»          | III   | вилӏли           | вилӏлин           | вилӏлис         |
| -ли, -ни Слова III, IV классов. Некоторые слова-исключения I, II классов | ссон               | «спина»           | IV    | ссонни           | ссоннин           | ссоннис         |
| -ли, -ни Слова III, IV классов. Некоторые слова-исключения I, II классов | аккон              | «свет»            | IV    | акконни          | акконнин          | акконнис        |
| -ли, -ни Слова III, IV классов. Некоторые слова-исключения I, II классов | Аллагь             | «Всевышний»       | I     | Аллагьли         | Аллагьлин         | Аллагьлис       |
| -ли, -ни Слова III, IV классов. Некоторые слова-исключения I, II классов | авчи               | «охотник»         | I     | авчили           | авчилин           | авчилис         |
| -ли, -ни Слова III, IV классов. Некоторые слова-исключения I, II классов | вакьад             | «тесть»           | I     | вакьадли         | вакьадлин         | вакьадлис       |
| -ли, -ни Слова III, IV классов. Некоторые слова-исключения I, II классов | йакьад             | «теща»            | II    | йакьадли         | йакьадлин         | йакьадлис       |
| -ли, -ни Слова III, IV классов. Некоторые слова-исключения I, II классов | душман             | «враг»            | I     | душманни         | душманнин         | душманнис       |
| -му Слова I класса. Некоторые слова II класса. Имена собственные I, II классов Родительный и дательный падежи образуются от основы именительного, если та заканчивается на гласный | доӏздиа            | «дедушка»         | I     | доӏздиаму        | доӏздиан          | доӏздиас        |
| -му Слова I класса. Некоторые слова II класса. Имена собственные I, II классов Родительный и дательный падежи образуются от основы именительного, если та заканчивается на гласный | дада               | «дядя»            | I     | дадаму           | дадан             | дадас           |
| -му Слова I класса. Некоторые слова II класса. Имена собственные I, II классов Родительный и дательный падежи образуются от основы именительного, если та заканчивается на гласный | буа                | «мать»            | II    | буаму            | буан              | буас            |
| -му Слова I класса. Некоторые слова II класса. Имена собственные I, II классов Родительный и дательный падежи образуются от основы именительного, если та заканчивается на гласный | баба               | «тетя»            | II    | бабаму           | бабан             | бабас           |
| -му Слова I класса. Некоторые слова II класса. Имена собственные I, II классов Родительный и дательный падежи образуются от основы именительного, если та заканчивается на гласный | Муса               | мужское имя       | I     | Мусаму           | Мусан             | Мусас           |
| -му Слова I класса. Некоторые слова II класса. Имена собственные I, II классов Родительный и дательный падежи образуются от основы именительного, если та заканчивается на гласный | Тамара             | женское имя       | II    | Тамараму         | Тамаран           | Тамарас         |
| -му Слова I класса. Некоторые слова II класса. Имена собственные I, II классов Родительный и дательный падежи образуются от основы именительного, если та заканчивается на гласный | бышор              | «мужчина»         | I     | бышорму          | бышормун          | бышормус        |
| -му Слова I класса. Некоторые слова II класса. Имена собственные I, II классов Родительный и дательный падежи образуются от основы именительного, если та заканчивается на гласный | шикертту           | «двоюродный брат» | I     | шикерму          | шикермун          | шикермус        |
| -му Слова I класса. Некоторые слова II класса. Имена собственные I, II классов Родительный и дательный падежи образуются от основы именительного, если та заканчивается на гласный | уштту              | «брат»            | I     | ушму             | ушмун             | ушмус           |
| -ми Слова II класса с классовым показателем в именительном падеже Некоторые слова III, IV класса.                                                                                  | эйттур             | «мать»            | II    | эйми             | эймин             | эймис           |
| -ми Слова II класса с классовым показателем в именительном падеже Некоторые слова III, IV класса.                                                                                  | дошттур            | «сестра»          | II    | дошми            | дошмин            | дошмис          |
| -ми Слова II класса с классовым показателем в именительном падеже Некоторые слова III, IV класса.                                                                                  | икӏв               | «сердце»          | IV    | икӏвми           | икӏвмин           | икӏвмис         |
| -ми Слова II класса с классовым показателем в именительном падеже Некоторые слова III, IV класса.                                                                                  | хьӏел              | «дождь»           | IV    | хьӏелми          | хьӏелмин          | хьӏелмис        |
| -ири, -ари Слова III, IV класса. | дилъв              | «туча»            | IV    | дилъвири         | дилъвирин         | дилъвирис       |
| -ири, -ари Слова III, IV класса. | баӏкӀ              | «баран»           | III   | баӏкӀири         | баӏкӀирин         | баӏкӀирис       |
| -ири, -ари Слова III, IV класса. | букъ               | «пшеница»         | III   | букъари          | букъарин          | букъарис        |
| -ири, -ари Слова III, IV класса. | наццӀ              | «вошь»            | III   | наццӏири         | наццӏирин         | наццӏирис       |
| -ра, -ро Редко | бацц               | «луна»            | III   | боцро            | боцрон            | боцрос          |
| -ра, -ро Редко | гьуккъ             | «дым»             | IV    | гьуккъра         | гьуккъран         | гьуккърас       |
| -а, -и, -е Слово лъоннол Слова III, IV классов, оканчивающиеся на согласный Гласный перед последним сонорным звуком часто исчезает                                                 | ллъоннол           | «женщина»         | II    | ллъенна          | ллъеннан          | ллъеннас        |
| -а, -и, -е Слово лъоннол Слова III, IV классов, оканчивающиеся на согласный Гласный перед последним сонорным звуком часто исчезает                                                 | чӏут               | «большой кувшин»  | III   | чӏутта           | чӏуттан           | чӏуттас         |
| -а, -и, -е Слово лъоннол Слова III, IV классов, оканчивающиеся на согласный Гласный перед последним сонорным звуком часто исчезает                                                 | хьӏошон            | «рубашка»         | III   | хьӏышна          | хьӏышнан          | хьӏышнас        |
| -а, -и, -е Слово лъоннол Слова III, IV классов, оканчивающиеся на согласный Гласный перед последним сонорным звуком часто исчезает                                                 | ноцӀ               | «птичка»          | IV    | ныцӏа            | ныцӏан            | ныцӏас          |
| -а, -и, -е Слово лъоннол Слова III, IV классов, оканчивающиеся на согласный Гласный перед последним сонорным звуком часто исчезает                                                 | чӏил               | «сено»            | IV    | чӏили            | чӏилин            | чӏилис          |
| -а, -и, -е Слово лъоннол Слова III, IV классов, оканчивающиеся на согласный Гласный перед последним сонорным звуком часто исчезает                                                 | инх                | «масло»           | IV    | инхи             | инхин             | инхис           |
| -а, -и, -е Слово лъоннол Слова III, IV классов, оканчивающиеся на согласный Гласный перед последним сонорным звуком часто исчезает                                                 | ноӏш               | «лошадь»          | III   | ныӏши            | ныӏшин            | ныӏшис          |
| -а, -и, -е Слово лъоннол Слова III, IV классов, оканчивающиеся на согласный Гласный перед последним сонорным звуком часто исчезает                                                 | накъв              | «земля»           | IV    | некъви           | некъвин           | некъвис         |
| -а, -и, -е Слово лъоннол Слова III, IV классов, оканчивающиеся на согласный Гласный перед последним сонорным звуком часто исчезает                                                 | бархъ              | «солнце»          | IV    | берхъе           | берхъен           | берхъес         |
| -а, -и, -е Слово лъоннол Слова III, IV классов, оканчивающиеся на согласный Гласный перед последним сонорным звуком часто исчезает                                                 | хъохъол            | «пшеница»         | III   | хъыхъле          | хъыхълен          | хъыхълес        |
| -а, -и, -е Слово лъоннол Слова III, IV классов, оканчивающиеся на согласный Гласный перед последним сонорным звуком часто исчезает                                                 | ссоб               | «рот»             | IV    | ссыбе            | ссыбен            | ссыбес          |
| -а, -и, -е Слово лъоннол Слова III, IV классов, оканчивающиеся на согласный Гласный перед последним сонорным звуком часто исчезает                                                 | лацут              | «железо»          | IV    | лацутте          | лацуттен          | лацуттес        |
| -те, -де, -ти, -ле | гьаӏтыра           | «река»            | IV    | гьаӏтырте        | гьаӏтыртен        | гьаӏтыртес      |
| -те, -де, -ти, -ле | нимзур             | «треножник»       | IV    | нимзурте         | нимзуртен         | нимзуртес       |
| -те, -де, -ти, -ле | моццор             | «гора»            | III   | месте            | местен            | местес          |
| -те, -де, -ти, -ле | мочӏор             | «борода»          | III   | межде            | межден            | междес          |
| -те, -де, -ти, -ле | мухор              | «грудь»           | III   | михти            | михтин            | михтис          |
| -те, -де, -ти, -ле | или                | «шкура»           | IV    | элле             | эллен             | эллес           |
| -те, -де, -ти, -ле | кьили              | «седло»           | IV    | кьилле           | кьиллен           | кьиллес         |
| -гьа. Слово ло | ло                 | «дитя»            | IV    | лагьа            | лагьан            | лагьас          |
| -ере. Слово оцӀ | оцӀ                | «огонь»           | IV    | цӏере            | цӏерен            | цӏерес          |

#### Склонение имён существительных по основным падежам во множественном числе
Во множественном числе эргативный падеж образуется при помощи суффиксов -ей, -чей, -мей, присоединяемых к форме именительного падежа. Родительный и дательный падежи образуются от формы эргативного падежа посредством замены конечного -й на -н и -с соответственно.
- Слова, заканчивающиеся в именительном падеже множественного числа на гласный, как правило присоединяют суффикс -ей, при этом конечный гласный редуцируется
- Суффикс -чей присоединяют слова с конечным согласным
- Некоторые существительные, утративший в именительном падеже множественного числа конечный р восстанавливают его в косвенных падежах, образуя эргативный падеж при помощи суффикса -чей. Аналогично конечный т в именительном падеже при склонении переходит в р
- Слова, образующие форму множественного числа при помощи суффикса -иб, присоединяют суффикс -мей (при этом конечный б превращается в м)

| Суффикс         | Именительный падеж | Значение   | Эргативный падеж | Родительный падеж | Дательный падеж |
| --------------- | ------------------ | ---------- | ---------------- | ----------------- | --------------- |
| -ей             | чӏабу              | «овцы»     | чӏабей           | чӏабен            | чӏабес          |
| -ей             | къагъду            | «икры ног» | къагъдей         | къагъден          | къагъдес        |
| -ей             | туратту            | «шапки»    | тураттей         | тураттен          | тураттес        |
| -ей             | гвашту             | «собаки»   | гваштей          | гваштен           | гваштес         |
| -чей            | нольдор            | «дома»     | нольдорчей       | нольдорчен        | нольдорчес      |
| -чей            | цӏагьур            | «козы»     | цӏагьурчей       | цӏагьурчен        | цӏагьурчес      |
| -чей            | кӏветӏкъул         | «кубки»    | кӏветӏкъулчей    | кӏветӏкъулчен     | кӏветӏкъулчес   |
| -чей            | ойом               | «уши»      | ойомчей          | ойомчен           | ойомчес         |
| (0 > р)-чей     | даллу              | «бревна»   | даллурчей        | даллурчен         | даллурчес       |
| (0 > р)-чей     | хьӏолло            | «волы»     | хьӏоллорчей      | хьӏоллорчен       | хьӏоллорчес     |
| (р > т)-чей     | поӏр               | «колени»   | поӏтчей          | поӏтчен           | поӏтчес         |
| (р > т)-чей     | къор               | «книги»    | къотчей          | къотчен           | къотчес         |
| (р > 0)-чей     | лъват              | «пастухи»  | лъвачей          | лъвачен           | лъвачес         |
| (-иб > -им)-мей | чӏахуттиб          | «соседи»   | чӏахуттиммей     | чӏахуттиммен      | чӏахуттиммес    |
| (-иб > -им)-мей | мелӏеттиб          | «самцы»    | мелӏеттиммей     | мелӏеттиммен      | мелӏеттиммес    |

#### Функции именительного падежа
При непереходных глаголах именительный падеж является падежом субъекта:
Къӏвебостут ихънаву йаму уӏхъили хваккиши «На второй день он снова пошел в лес»
Хитта тов ло уӏхъили ныӏшит харх эвттили «Потом тот юноша уехал, сев на лошадь»
При переходном глаголе именительный падеж является падежом объекта, подобно винительному падежу в русском языке:
Гуду ло векъули хьӏонуб гвачили «Того мальчика укусила злая собака»
Дошми кагъыра шибарши би «Сестра пишет письмо»

#### Функции эргативного падежа
Эргативный падеж выполняет функцию падежа субъекта при переходных глаголах:
Зари хвалли буканши би «Я ем хлеб»
Йаб дурули кумак абутӏу «Это лекарство не помогло»
Также эргативный падеж используется для обозначения предметов, посредством которых совершается действие:
Кӏочӏо диӏкъи бацӏа «Наполни супом тарелку»
Зон ангинали бецӏотӏиши эвтти «Я заболел ангиной»
Тов чухуткали кӏва «Он умер от туберкулеза»

#### Функции родительного падежа
Родительный падеж чаще всего указывает на принадлежность:
ныцӏан хал «птичье гнездо»
хьӏынин хъип «коровий помёт»
абеймен чӏемна «в древности, в старину (буквально, во время родителей)»
Существительное, выполняющее роль относительного прилагательного, также может оформляться родительным падежом:
цӏахӏаннин щеӏнт «деревянный стул»
капклин гьаракут «стеклянное окно»
цацлин гату «ёж (буквально, колючая кошка)»
Кроме того, родительный падеж может передавать место происхождения, обитания того или иного предмета или существа:
лъеттен ноӏш «морской конь»
хваклин хӏелеку «лесная курочка»
В терминах профессий человека, определением может быть имя существительное в родительном падеже:
лацуттен устар «кузнец (букв., железа мастер)»
В выражениях, соответствующих по смыслу русским сочетаниям типа «у отца», «у него», «у лошади», имена существительные, являющиеся определяющей частью, оформляются родительным падежом:
Йар лагьан муттиб дарцӏаммул и «У этой девушки красивые брови»

#### Функции дательного падежа
Дательный падеж в ряде случаев соответствует таковому в русском языке:
Эз ав мыцӏаттут тура «Мне сшили новую шапку»
Былӏба йаммырмис гвийбу хвалли «Отдай ей весь хлеб»
Дательным падежом оформляются имена существительные, являющиеся субъектами при глаголах чувственного восприятия, а также «знать», «забыть», «найти»:
Вез куммус кьанши ви «Я хочу кушать (мне хочется кушать)»
Вез ун ваккурши ви «Я вижу тебя (дословно: мне виден ты)»
Тормис жетӏейтӏу боттут чӏат эхнили «Она забыла своё обещание»
Послелоги со значениями «около», «близ», «внутри», «впереди», «сзади», «после» присоединяют имена существительные в дательном падеже:
Хьӏыреллис лъвак нокъукун хъӏоннор и «Около селения много куропаток»
Чӏабен лӏоннис гьарак доӏзуб къон обхъа «Впереди стада овец идёт большой козёл»
Хьӏыре мулурчес ккъӏанак и «Арчиб расположен в горах»
Зон чӀeӀннис йаттухут тӏанкӀ бо «Я прыгнул через забор»
Имя существительное, являющееся объектом при глаголе «ударить», оформляется дательным падежом:
Лагьа гваччилис кӏвахӏан дахди «Мальчик ударил собаку палкой (мальчик нанес удар собаке палкой)»

#### Орудийно-сопроводительный падеж
Орудийно-сопроводительный падеж в ряде случаев переводится на русский язык творительным падежом:
Хацӏылиллъу маӏркъум олӏин «Щипцами гвозди вытащи»
Супунныллъу маӏмурчи чучи ба «С мылом помой лицо»
Также орудийно-сопроводительный падеж может выполнять комитативную функцию:
Зари тӏиттуб хъватӏи облӏни мархулыллъу ллъва «Я вытащил маленькое дерево вместе с корнем»
Лъиббавмуллъу эбдили чиналлин хъватӏи «У троих (то есть с каждым из трёх) было чинаровое дерево»
Орудийно-сопроводительный падеж образуется при помощи суффикса -ллъу, присоединяемого к основе эргатива:
| Именительный падеж | Значение | Эргативный падеж | Орудийно-сопроводительный падеж |
| ------------------ | -------- | ---------------- | ------------------------------- |
| хацӏи              | «щипцы»  | хацӏили          | хацӏилилъу                      |
| мархху             | «корень» | марххулли        | марххулыллъу                    |
| аккон              | «свет»   | акконни          | акконныллъу                     |

#### Система местных падежей
Система местных падежей арчинского языка представляет собой 7 серий, каждая из которых содержит 5 падежей: местный, направительный, предельный, исходный и транслатив.
| Серия | Значение                 | Падежи  | Падежи         | Падежи                | Падежи    | Падежи            |
| Серия | Значение                 | Местный | Направительный | Предельный            | Исходный  | Транслатив        |
| Серия | Значение                 | «где?»  | «куда?»        | «к чему?», «до чего?» | «откуда?» | «через что?»      |
| ----- | ------------------------ | ------- | -------------- | --------------------- | --------- | ----------------- |
| I     | «на», «к»                | -р      | -рши           | -рак                  | -раш      | -рахут            |
| II    | «у», «при»               | -ма     | -маши          | -мак                  | -маш      | -махут            |
| III   | «на поверхности»         | -т      | -ттиши         | -ттик                 | -ттиш     | -ттихут           |
| IV    | «внутри сплошной среды»  | -хъ     | -хъиши         | -хъик                 | -хъиш     | -хъыхут           |
| V     | «в», «на»                | -а -е   | -аши -еши -ыши | -ак -ек               | -аш -еш   | -ахут -ехут -ыхут |
| VI    | «внутри полого предмета» | -ла     | -лыши          | -лак                  | -лаш      | -лыхут            |
| VII   | «под»                    | -кь     | -кьыши         | -кьак                 | -кьаш     | -кьыхут           |

#### I серия
Форманты падежей I серии присоединяются к форме эргативного падежа:
| Именительный | Значение | Эргативный | Местный (практически не используется) | Направительный | Предельный | Исходный  | Транслатив (практически не используется) |
| ------------ | -------- | ---------- | ------------------------------------- | -------------- | ---------- | --------- | ---------------------------------------- |
| хан          | «хан»    | ханни      | (ханнир)                              | ханнирак       | ханнирши   | ханнираш  | (ханнирахут)                             |
| гьаллу       | «хозяин» | гьалму     | (гьалмур)                             | гьалмурак      | гьалмурши  | гьалмураш | (гьалмурахут)                            |
| ло           | «дитя»   | лагьа      | (лагьар)                              | лагьарак       | лагьарши   | лагьараш  | (лагьарахут)                             |
| ноӏш         | «лошадь» | ныӏши      | (ныӏшир)                              | ныӏширак       | ныӏширши   | ныӏшираш  | (ныӏширахут)                             |

Наиболее употребительные падежи этой серии — направительный и предельный.
Лагьа ныӏширши боли «Парень сказал лошади»
Хабкул овли теб лобурчерак «Он поспешил к детям»
Зон йаӏтӀылирак «куммул окъи» бос «Я пришел к змее сказать „дай еду“»

#### II серия
Падежи этой серии образуются от формы родительного падежа:
| Именительный | Значение    | Родительный | Местный     | Направительный | Предельный   | Исходный     | Транслатив (практически не используется) |
| ------------ | ----------- | ----------- | ----------- | -------------- | ------------ | ------------ | ---------------------------------------- |
| гваччи       | «собака»    | гваччилин   | гваччилимма | гваччилиммаши  | гваччилиммак | гваччилиммаш | (гваччилиммахут)                         |
| бышор        | «мужчина»   | бышормун    | бышормумма  | бышормуммаши   | бышормуммак  | бышормуммаш  | (бышормуммахут)                          |
| ноӏккъон     | «мышь»      | наӏккънан   | наӏккънамма | наӏккънаммаши  | наӏккънаммак | наӏккънаммаш | (наӏккънаммахут)                         |
| Гӏумар       | мужское имя | Гӏумаллин   | Гӏумаллимма | Гӏумаллиммаши  | Гӏумаллиммак | Гӏумаллиммаш | (Гӏумаллиммахут)                         |

Единственным употребимым падежом этой серии является местный падеж.
Гӏумаллимма нокьа зон эвди «Я был дома у Омара»
йаб гваччилимма оӏчлит «у этой собаки на хвосте»

#### III серия
Основой для образования падежей этой серии является форма эргативного падежа:
| Именительный | Значение  | Эргативный | Местный    | Направительный | Предельный    | Исходный      | Транслатив      |
| ------------ | --------- | ---------- | ---------- | -------------- | ------------- | ------------- | --------------- |
| базар        | «базар»   | базалли    | базаллит   | базаллиттиши   | базаллиттик   | базаллиттиш   | базаллиттихут   |
| гӏараби      | «арба»    | гӏарабыли  | гӏарабылит | гӏарабылиттиши | гӏарабылиттик | гӏарабылиттиш | гӏарабылиттихут |
| охъ          | «свадьба» | охъли      | охълит     | охълиттиши     | охълиттик     | охълиттиш     | охълиттихут     |
| сарси        | «песок»   | сарсили    | сарсилит   | сарсилиттиши   | сарсилиттик   | сарсилиттиш   | сарсилиттихут   |

Данные падежи указывают на то, что действие происходит на поверхности какого-либо предмета:
Холлит ноцӀ къийдили «На ветке птица сидит»
Унсурчет окь эллъу «На быков ярмо надели (положили)»
Щаӏбылиттиш нокъукун би быхъа «Из раны много крови вытекло»
Исходный падеж этой серии используется при сравнении одного предмета с другим:
Къурцӏем къватиттуби догилиттиш «Мул сильнее осла»
Кроме того исходный падеж этой серии используется для обозначения материала для изготовления какого-либо предмета:
Йеб къулурчеттиш нен дакь увхъи «Из этих досок мы сделаем дверь»
Ис тура чӏабен къонкълиттиш увли «Моя шапка сшита из бараньей шкуры»
Примеры использования падежей этой серии в переносном значении:
Вит ццӏор гьани? «Как тебя зовут? (дословно: На тебе имя что?)»
Заттик ой эллъили, хитта баӏба «Выслушай меня (дословно: положи на меня ухо) сначала, а потом говори»
Ун гьиниттиш варгьырши ви? «О чём ты думаешь?»

#### IV серия
Основой является форма эргативного падежа:
| Именительный | Значение      | Эргативный | Местный   | Направительный | Предельный  | Исходный    | Транслатив (практически не используется) |
| ------------ | ------------- | ---------- | --------- | -------------- | ----------- | ----------- | ---------------------------------------- |
| гьоти        | «трава»       | гьотили    | гьотилихъ | гьотилихъиши   | гьотилихъик | гьотилихъиш | (гьотилихъыхут)                          |
| лъат         | «море»        | лъетте     | лъеттехъ  | лъеттехъиши    | лъеттехъик  | лъеттехъиш  | (лъеттехъыхут)                           |
| дикъ         | «суп, бульон» | дикъи      | дикъихъ   | дикъихъиши     | дикъихъик   | дикъихъиш   | (дикъихъыхут)                            |
| ллъан        | «вода»        | ллъенне    | ллъеннехъ | ллъеннехъиши   | ллъеннехъик | ллъеннехъиш | (ллъеннехъыхут)                          |

Падежами этой серии оформляется слова, обозначающие однородную массу или среду, в которой можно находиться:
Ллъоннол сарумчехъ эрллъу «Женщину похоронили на кладбище (дословно: среди могил)»
Дикъихъик оӏрхи ача! «В суп соль насыпь!»

#### V серия
Основой для падежей этой серии является форма именительного падежа:
| Именительный | Значение   | Местный | Направительный | Предельный | Исходный | Транслатив |
| ------------ | ---------- | ------- | -------------- | ---------- | -------- | ---------- |
| нокь         | «дом»      | нокьа   | нокьиши        | нокьак     | нокьаш   | нокьыхут   |
| чӀeӀп        | «колыбель» | чӀeӀпа  | чӀeӀпыши       | чӀeӀпак    | чӀeӀпаш  | чӀeӀпыхут  |
| ух           | «поле»     | уха     | ухыши          | ухак       | ухаш     | ухыхут     |
| кул          | «рука»     | кура    | кураши         | курак      | кураш    | курахут    |
| сан          | «год»      | санна   | санныши        | саннак     | саннаш   | санныхут   |
| хьӏор        | «аул»      | хьӏыре  | хьӏыреши       | хьӏырек    | хьӏыреш  | хьӏырехут  |

С этими падежами как правило употребляются существительные, обозначающие вместилища, объемные предметы:
хваккак «в лес»
ккъӏанак «внутрь, в середину»
щваш «в прошлом году»
В двух-трёх случаях местный падеж V серии образуется при помощи суффикса -ей:
дори «очар, гудекан» — дорей
лӏоли «огороженное место около дома» — лӏолей
хьӏон «любое огороженное место» — хьӏынней
У имён существительных моццор «зимнее (осеннее) пастбище» и мохор «грудь» формы эргативного падежа и местного падежа V серии совпадают (соответственно месте и мехте).
Наиболее употребительные падежи этой серии: местный, направительный и предельный.

#### VI серия
Как и в предыдущей серии, эти падежи образуются от формы именительного падежа:
| Именительный | Значение     | Местный    | Направительный | Предельный  | Исходный    | Транслатив    |
| ------------ | ------------ | ---------- | -------------- | ----------- | ----------- | ------------- |
| сымавар      | «самовар»    | сымавалла  | сымаваллыши    | сымаваллак  | сымаваллаш  | сымаваллыхут  |
| жип          | «карман»     | жипла      | жиплыши        | жиплак      | жиплаш      | жиплыхут      |
| клас         | «класс»      | класла     | класлыши       | класлак     | класлаш     | класлыхут     |
| махӏла       | «помещение»  | махӏлала   | махӏлалыши     | махӏлалак   | махӏлалаш   | махӏлалыхут   |
| лацурхит     | «сковородка» | лацурхитла | лацурхитлыши   | лацурхитлак | лацурхитлаш | лацурхитлыхут |
| ой           | «ухо»        | ойла       | ойлыши         | ойлак       | ойлаш       | ойлыхут       |

Этими падежами оформляются имена существительные, обозначающие вместилища:
Йамуб кӏоххылаш ллъан эца! «Вылей из этого кувшина воду!»
Ссангъи Муса шагьрулаш хъӏва «Вчера Муса из города приехал»
Дувразла цӏахӏан эллъили «Во дворе лежат дрова»

#### VII серия
Падежи этой серии обозначают нахождение под каким-либо предметом. Они образуются от формы эргативного падежа.
| Именительный | Значение | Эргативный | Местный     | Направительный | Предельный (практически не используется) | Исходный      | Транслатив (практически не используется) |
| ------------ | -------- | ---------- | ----------- | -------------- | ---------------------------------------- | ------------- | ---------------------------------------- |
| нох          | «пещера» | нохли      | нохликь     | нохликьыши     | (нохликьак)                              | нохликьаш     | (нохликьыхут)                            |
| ахъур        | «ноги»   | ахъурчей   | ахъурчекь   | ахъурчекьыши   | (ахъурчекьак)                            | ахъурчекьаш   | (ахъурчекьыхут)                          |
| хъватӏи      | «дерево» | хъватӏили  | хъватӏиликь | хъватӏиликьыши | (хъватӏиликьак)                          | хъватӏиликьаш | (хъватӏиликьыхут)                        |
| нокь         | «дом»    | нокьи      | нокьикь     | нокьикьыши     | (нокьикьак)                              | нокьикьаш     | (нокьикьыхут)                            |

#### Словообразование имён существительных
В арчинском языке существует несколько способов словообразования имён существительных.
- Приставочно-суффиксальный, при помощи классовых формантов: уштту «брат» — дошттур «сестра»
- При помощи суффиксов -тт-, -д-, -т-, -нн- и классового показателя: дибыртту «мулла», нустту «зять» — нусттур «невестка», гъаттаранну «пастух» (от гъаттара «стадо»), гьалмахтту «товарищ», эйттур «мать» — абтту «отец», хьӏолинну «сельчанин» — хьӏолиннур «сельчанка» (от хьӏор «село»), цилиштту «Джаро-Белоканец» (от Цили «Джаро-Белокан»), хунзахъыштту «хунзахец» (от Хунзахъ «Хунзах»)
- При помощи суффикса -ан образуются слова, обозначающие связанные предметы: иӏччикьан «подхвостник» (от оӏчч «хвост», иӏччикь «под хвостом»), экьихъан «помои» (от экьас «мыть, чистить»), хьӏолошхъан «звезда» (от хьӏолош «с неба»), хъипихьӏан «ворона» (от хъип «грязь», «помет»), ххитӏбыссан «каша» (от ххит бос «толочь»), микӏиран «сновидение» (от микӏир «во сне»), ссирссан «ус», лӏан «нора» (от олӏмус «выгребать»), кӏухӏан (кӏвахӏан) «палка», «прут», цӏахӏан «дрова», ахыран «фрукты» (от ахыр «в саду»), ахълиттикан «обувь» (от ахълиттик «на ногу»)
- При помощи суффикса -кул образуются слова, обозначающие абстрактные понятия: гъиликул «теплота» (от гъилиттут «тёплый»), синкул «знание» (от синкул кес «знать»), хьӏекул «мороз» (от хьӏе кес «мерзнуть»), щахкул «ржавчина» (от щахв этти «заржавел»), акконитӏукул «темнота» (от аккон «свет», -итӏу- «нет»)

Распространены также способы словообразования методом сложения основ.
- Сложение двух простых основ для выражения общего понятия: иш-ихъ «сутки» (дословно: «ночь-день»), аб-ей «родители» (дословно: «отец-мать»)
- Присоединение основы-определения в именительном падеже к другой основе: ури-ноӏш «жерёбенок» (дословно: «жерёбенок-лошадь»), чӏакъв-лекки «лопатка» (дословно: «ложка-кость»), шам-акь «свёкла» (дословно: «Сирия-мясо»), лацур-хит «сковородка» (дословно: «железо-шумовка»)
- Присоединение основы-определения в родительном падеже к определяемой основе: берхъен-аццӏи «малярия» (дословно: «солнца болезнь»), цӏили-нокь «кухня» (дословно: «очажная комната»), имццӏи-хвалли «сот» (дословно: «меда хлеб»), ыӏнттиммай «мозг» (дословно: «головы масло»)
- Присоединение основы-определения в одном из местных падежей: хьӏолошгертти «радуга» (дословно: «с неба дуга»), къела-накъв «белая глина» (от Къела — название горы, где добывается белая глина, накъв «земля»)
- Сочетания типа имя прилагательное (без суффикса имени прилагательного и классового показателя) — имя существительное: чӀyӀба-генук «белок» (дословно: «белое яйцо»), йатӏынгенук «желток» (дословно: «красное яйцо»), ллъама-месед «ртуть» (дословно: «жидкое золото»), кӏыла-хвали «лепешка» (дословно: «тонкий хлеб»), доӏзбуа «бабушка» (дословно: «большая мать»), доӏздиа «дедушка» (дословно: «большой отец»)
- Иногда определением может быть наречие: къатту-нокь «пол», «земля» (къатту < къаттук «на пол», «наземь» + нокь «дом»), кьирмы-нокь «нижний этаж» (кьирмы (местный падеж II серии) < кьир «внизу», «под» + нокь «дом»)

### Имя прилагательное

#### Грамматические классы и число
В единственном числе имена прилагательные оформляются классовыми суффиксами: для I класса -у, для II класса -ур, для III класса -уб и для IV класса -ут.
Некоторые прилагательные присоединяются также приставки: для I класса в-, для II класса д-, для III класса б- и для IV класса нуль.
Во множественном числе прилагательные получают суффикс -иб, а те, что в единственном числе оформляются классовыми приставки, во множественном числе присоединяют для I и II классов в начале слова б-, и нуль для III, IV классов.
| Значение   | Единственное число | Единственное число | Единственное число | Единственное число | Множественное число | Множественное число |
| Значение   | I класс            | II класс           | III класс          | IV класс           | I—II класс          | III—IV класс        |
| ---------- | ------------------ | ------------------ | ------------------ | ------------------ | ------------------- | ------------------- |
| «тяжёлый»  | вигъду             | дигъдур            | бигъдуб            | игъдут             | бигъдиб             | игъдиб              |
| «сладкий»  | визду              | диздур             | биздуб             | издут              | биздиб              | издиб               |
| «большой»  | доӏзу              | доӏзур             | доӏзуб             | доӏзут             | доӏзиб              | доӏзиб              |
| «красивый» | мутту              | муттур             | муттуб             | муттут             | муттиб              | муттиб              |

#### Краткие и полные формы имен прилагательных
Как было отмечено ранее, краткие формы прилагательных используются в качестве определительной части в сложных существительных: чӀyӀба-генук «белок» (чӀyӀбаттут «белый» + генук «яйцо»), йатӏын-генук «желток» (йатӏыннут «красный»).
Краткие формы прилагательных могут выступать в качестве сказуемого:
Тот ури деккъ «Тот жеребёнок хром» (дегъдут «хромой»)
Товмун багъла ахиран оди «В его саду фрукты спелые» (одыттут «спелый»)
Краткие формы прилагательных также используются при сравнении предметов:
Бис ноӏш оттоб келав му «Моя лошадь красивее чем твоя» (муттут «красивый»)
къитти бана беххе «черный как сажа» (беххеттут «черный»)
Полная форма прилагательного выполняет функцию определения:
тӏиттут ноцӀ «маленькая птичка»
гьибаттут ихъ «хороший день»
Кроме того полная форма прилагательного может быть частью составного сказуемого:
Йаб перттукъ гъилиттуб би «Эта шуба теплая (есть)»

#### Словообразование имен прилагательных
- Имена прилагательные могут образовываться от имен существительных при помощи суффиксов -д-, -т-, -тт-: ихътут «светлый» (ихъ «день»), меццӏеттут «угловатый» (меццӏе «угол»), ллъаматтут «жидкий» (ллъан «вода»), пырикаттут «спокойный» (пырикат «покой»), гучтут «сильный» (гуч «сила»), къуваттут «сильный» (къуват «сила»)
- При помощи тех же суффиксов имена прилагательные могут образовываться от наречий: чӏоллоттут «наружный» (чӏелле «снаружи»), щваштут «прошлогодний» (щваш «в прошлом году»), шуттыттут «завтрашний» (шутта «завтра»), оссутихънаттут «послезавтрашний» (оссутихъна «послезавтра»), гьарактыматтут «позавчерашний» (гьарактама «позавчера»), диттовттут «ранний» (диттав «рано»), хирттут «последующий» (хир «потом»), гьинстут «теперешний» (гьинц «теперь»), лъвактут «ближний» (лъвак «близко»), къирттут «нижний» (къир «под»), ишиктут «здешний» (ишик «здесь»), тениктут «тамошний» (теник «там»), гъанактут «находящийся там, наверху» (гъанак «там, наверху»)
- От личных местоимений в родительном падеже также могут образовываться имена прилагательные:

| Исходная форма          | Значение       | I класс     | II класс     | III класс    | IV класс     |
| ----------------------- | -------------- | ----------- | ------------ | ------------ | ------------ |
| вис, дис, бис, ис       | «мой»          | уссу        | доссор       | боссоб       | оссот        |
| вит                     | «твой»         | утту        | оттор        | оттоб        | оттот        |
| уллу, доло, боло, оло   | «наш» (экскл.) | улутту      | долоттур     | болоттуб     | олоттут      |
| лову, лару, лабу, латӏу | «наш» (инкл.)  | ловтту      | ларуттур     | лабуттуб     | ловттут      |
| виш                     | «ваш»          | ущу         | дощор        | ощоб         | ощот         |
| йовмун                  | «его (этого)»  | йовмунну    | йовмуннур    | йовмуннуб    | йовмуннут    |
| гъудуммун               | «его (того)»   | гъудуммунну | гъудуммуннур | гъудуммуннуб | гъудуммуннут |

Ущиб чӏабу данни? «Где ваши овцы?»
Ловттут биш данни и? «Где наш телёнок?»
Оттор ллъоннол орлӏинши дира? «Твоя жена учится?»

#### Склонение имен прилагательных
Будучи определением к имени существительному, имя прилагательное не изменяется.
| Значение       | Именительный | Эргативный    | Родительный    | Дательный      |
| -------------- | ------------ | ------------- | -------------- | -------------- |
| «старший брат» | доӏзу уштту  | доӏзу ушму    | доӏзу ушмун    | доӏзу ушмус    |
| «густой суп»   | тугъдут дикъ | тугъдут дикъи | тугъдут дикъин | тугъдут дикъис |

При самостоятельном употреблении имена прилагательные склоняются по падежам по тому же принципу, что и имена существительные, присоединяя к полной форме при образовании эргативного падежа суффикс -му для I грамматического класса, и суффикс -ми для II, III и IV грамматических классов. Во множественном числе к суффиксу -иб в эргативном падеже присоединяется суффикс -мей.
| Класс / Число       | Именительный | Эргативный | Родительный | Дательный |
| ------------------- | ------------ | ---------- | ----------- | --------- |
| I                   | мутту        | муттуму    | муттумун    | муттумус  |
| II                  | муттур       | муттурми   | муттурмин   | муттурмис |
| III                 | муттуб       | муттумми   | муттуммин   | муттуммис |
| IV                  | муттут       | муттутми   | муттутмин   | муттутмис |
| Множественное число | муттиб       | муттиммей  | муттиммен   | муттиммес |

#### Степени сравнения имен прилагательных
Существует две степени сравнения имен прилагательных: сравнительная и превосходная. Сравнительная степень не оформляется никакими суффиксами, а за именем существительным, обозначающим сравниваемый предмет, следует послелог келав «чем»:
Бис ноӏш оттоб келав му «Моя лошадь красивее чем твоя»
Один из способов образования превосходной степени — при помощи вспомогательных слов кӏан, лап «очень», «самый», «наиболее»: лап мискинну «очень бедный», лап диӏчаттут дикъ «очень жирный суп», кӏан олоттут гьоти «очень зелёная трава», кӏан гьибаттут ихъ «самый хороший день»
Другой способ образования превосходной степени — при помощи суффикса -йк (-ейк): гьибейкту «наилучший» (гьибаттут «хороший»), муйктут «красивейший» (муттут «красивый»), тӏийктут «наименьший» (тӏиттут «маленький»), иццӏейктут «сладчайший» (издут «сладкий»), туккъейктут «густейший» (тугъдут «густой»), бехвейктут «высочайший» (бехуттут «высокий»), диттовейктут «быстрейший» (диттовттут «быстрый»), икъвейктут «тяжелейший» (игъдут «тяжелый»), доӏзейктут «крупнейший» (доӏзут «большой»), йакейктут «глубочайший» (йактут «глубокий»). Примеры:
Чӏабехъиш гьибейктуб чӏан эбкӏу «Я выбрал из овец самую лучшую»
Йасхъи оло тӏийктут биш хъатӏу «Сегодня наш самый маленький теленок не вернулся»

### Имя числительное

#### Количественные числительные
Количественные числительные могут быть краткими и полными. Краткие употребляются при быстром счете. Полные, за исключением числительного ос «один», оформляются суффиксов грамматического класса.

#### Числительные от 1 до 10
| Значение | Краткая форма | Полная форма | Полная форма | Полная форма | Полная форма |
| Значение | Краткая форма | I класс      | II класс     | III класс    | IV класс     |
| -------- | ------------- | ------------ | ------------ | ------------ | ------------ |
| 1        | ос            | -            | -            | -            | -            |
| 2        | къӏве         | къӏвеву      | къӏверу      | къӏвебу      | къӏветӏу     |
| 3        | лъеб          | лъибав       | лъибыру      | лъиппу       | лъибытӏу     |
| 4        | эбкъ          | эбкъав       | эбкъыру      | эбкъыбу      | эбкъытӏу     |
| 5        | ллъо          | ллъвейву     | ллъвейру     | ллъвейбу     | ллъвейтӏу    |
| 6        | дилъ          | дилъав       | дилъиру      | дилъибу      | дилъитӏу     |
| 7        | вилӀ          | вилӏав       | вилӏиру      | вилӏибу      | вилӏитӏу     |
| 8        | милӏе         | милӏейву     | милӏейру     | милӏейбу     | милӏейтӏу    |
| 9        | учӀ           | учӏав        | учӏиру       | учӏибу       | учӏитӏу      |
| 10       | вицӀ          | вицӏав       | вицӏиру      | вицӏибу      | вицӏитӏу     |

#### Числительные от 11 и выше
При счете от 11 до 19 используется слово моцӏор «десять» и соответствующее числительное от 1 до 9. В качестве единицы используется слово ссейтӏу (сса в краткой форме).
11 — моцӏор ссейтӏу
12 — моцӏор къӏветӏу
13 — моцӏор лъибытӏу
14 — моцӏор эбкъытӏу
15 — моцӏор ллъвейтӏу
16 — моцӏор дилъитӏу
17 — моцӏор вилӏитӏу
18 — моцӏор милӏейтӏу
19 — моцӏор учӏитӏу
Числительные от 20 и более образуются следующим способом:
| Значение | Краткая форма        | Полная форма             | В сочетаниях, на примере N + 1 |
| -------- | -------------------- | ------------------------ | ------------------------------ |
| 20       | ккъа                 | ккъейтӏу                 | ккъоттор ссейтӏу               |
| 30       | лъиби                | лъибийтӏу                | лъабиттур ссейтӏу              |
| 40       | букъви               | букъийтӏу                | букъиттур ссейтӏу              |
| 50       | буххви               | буххийтӏу                | буххиттур ссейтӏу              |
| 60       | дилъи                | дилъийтӏу                | дилъиттур ссейтӏу              |
| 70       | лӏви                 | лӏвийтӏу                 | лӏвиттур ссейтӏу               |
| 80       | лӏими                | лӏимийтӏу                | лӏимиттур ссейтӏу              |
| 90       | чӏви                 | чӏвийтӏу                 | чӏвиттур ссейтӏу               |
| 100      | баӏш                 | баӏщитӏу                 | быӏщор ссейтӏу                 |
| 200      | къвебаӏш             | къвебаӏщитӏу             | къвебыӏщор ссейтӏу             |
| N * 100  | N (кратк. ф.) + баӏш | N (кратк. ф.) + баӏщитӏу | N (кратк. ф.) + быӏщор ссейтӏу |
| 1000     | -                    | изаӏрытӏу                | изаӏттур ссейтӏу               |

#### Числительные, используемые при счете овец
Числительные, употребляемые со словами «овца», «баран», «ягненок», «ярка» и др., оформляются суффиксами -н, -ан, -ин:
1. оссан
2. къӏвен
3. лъебан
4. эбкъан
5. ллъон
6. дилъан
7. вилӏан
8. мелӏен (мелӏан)
9. учӏан
10. вицӏан
11. моцӏор ссан

20. ккъан
30. лъибин
40. букъвин
50. буххвин
60. дилъин
70. лӏвин
80. лӏимин
90. чӏвин
100. баӏщан
110. боӏщор вицӏан
200. къвебаӏщан
201. къӏвебоӏщор ссан
1000. изаран
1001. изаттур ссан

#### Склонение имен числительных
Подобно имени прилагательному имя числительное, используемое в сочетании с именем существительным, не изменяется по падежам. При самостоятельном употреблении имя числительное может изменяться по падежам, при этом эргативный падеж образуется при помощи суффикса -му для I грамматического класса, и суффикса -ми для II, III и IV грамматических классов:
| Значение               | Класс       | Именительный  | Эргативный   | Родительный   | Дательный     |
| ---------------------- | ----------- | ------------- | ------------ | ------------- | ------------- |
| «один»                 | I           | ос            | осму         | осмун         | осмус         |
| «один», «одна», «одно» | II, III, IV | ос            | осми         | осмин         | осмис         |
| «два»                  | I           | къӏвеву       | къӏвевму     | къӏвевмун     | къӏвевмус     |
| «две»                  | II          | къӏверу       | къӏверми     | къӏвермин     | къӏвермис     |
| «два брата»            | I           | къӏвеву уштту | къӏвеву ушму | къӏвеву ушмун | къӏвеву ушмус |

#### Порядковые числительные
Порядковые числительные образуются путём присоединения к краткой форме суффикса -бост- и классового показателя -у, -ур, -уб или -ут: осбостут «первый», къӏвебостут «второй», лъеббостут «третий», моцӏор къӏвебостут «двенадцатый», ккъабостут «двадцатый», лъибибостут «тридцатый», баӏшбостут «сотый», изабостут «тысячный».

#### Собирательные числительные
Собирательные числительные образуются путём прибавления к полной форме суффикса -ву: къӏвевову, къӏверову, къӏвебову, къӏветӏову «вдвоем», лъибтӏову «втроем», эбкъытӏову «вчетвером», ллъвейвову «впятером».

#### Дробные числительные
Дробные числительные передаются при помощи слов абына («сделав») бутӏи («часть»):
лъиппу бутӀ абына ос бутӏи «одна третья» (дословно: «три части сделав, одна часть»)
эбкъабу бутӀ абына ос бутӏи «одна четвёртая»
ккъоттор вилъыбу бутӀ абына ос бутӏи «одна двадцать седьмая»
баӏщибу бутӀ абына ос бутӏи «одна сотая»
В значении «половина» используется слово йархуллу (в зависимости от грамматического класса: -ур, -уб, -ут)
йархуллуб ирхъи «половина табуна»
йархуллут нокь «полдома»

#### Особые формы имени числительного
- Кратные имена числительные: осбос «во-первых» (дословно: «один сказать»), къӏвебос «во-вторых», лъеббос «в-третьих», эбкъбос «в-четвертых»
- Разделительные имена числительные: ососши «по одному», къӏвекъӏвевуши «по два», лъиблъибтӏуши «по три», ллъвеллъветӏуши «по пять», дилъдилъетӏуши «по шесть»
- Обозначение времени: щви сагӏат осмит «в час ночи» (дословно: «ночью в час один»), къӏветӏу кес ллъвейтӏу минут эхуши «без пяти два» (дословно: «два сделается пять минут остается»), аккомис сагӏат лъибтӏуммит «в три часа утра», ллъвейтӏуметтик йархуллут ирхвнитта «в половине пятого» (дословно: «к пяти половина став»), щви сагӏат моцӏор ссейтӏумит «в 11 часов ночи», моцӏор лъибтӏу кес вицӏитӏу минут эхуши «без 10 минут 13 часов»
- Арифметические действия: моцӏор ллъвейтӏумыттиш лъибтӏу аховна эрхур моцӏор къӏветӏу «15-3=12» (дословно: «от пятнадцати три сняв, остается двенадцать»), учӏитӏумыттик моцӏор дилъитӏу ачунна кер ккъоттор ллъвейтӏу «9+16=25» (дословно: «к девяти шестнадцать приложив, получается двадцать пять»), осмыллъу ос кьаӏпӀыновна ос кер «1*1=1» (дословно: «с одним один ударив, один получается»), ккъоттор ллъвейтӏу ллъвеймус ккъона эркъир ллъвейтӏу «25/5=5» (дословно: «двадцать пять пяти разделив, пять получается»)

### Местоимение

#### Личные местоимения
В арчинском языке существуют следующие личные местоимения: зон «я», ун «ты», жвен «вы», а также два варианта для местоимения первого лица множественного числа: нен «мы без тебя», «мы без вас» (эксклюзив), нентӏу «мы с тобой», «мы с вами» (инклюзив). Для выражения третьего лица используются указательные местоимения.
| Серия и падеж | Серия и падеж  | Я                 | Ты       | Мы (эксклюзив)        | Мы (инклюзив)                | Вы        |
| ------------- | -------------- | ----------------- | -------- | --------------------- | ---------------------------- | --------- |
| Именительный  | Именительный   | зон               | ун       | нен                   | нентӏу                       | жвен      |
| Эргативный    | Эргативный     | зари              | ун       | нен                   | нентӏу                       | жвен      |
| Родительный   | Родительный    | вис, дис, бис, ис | вит      | уллу, доло, боло, оло | лову, лару, лабу, латӏу      | виш       |
| Дательный     | Дательный      | вез, дез, без, эз | вас      | вел, дел, бел, эл     | велав, делару, белабу, элтӏу | веж       |
| I             | Направительный | зарши             | варши    | ларши                 | латӏырши                     | жварши    |
| I             | Предельный     | зарык             | варак    | ларак                 | латӏырак                     | жварак    |
| I             | Исходный       | зараш             | вараш    | лараш                 | латӏыраш                     | жвараш    |
| I             | Транслатив     | зарыхут           | варыхут  | ларыхут               | латӏырахут                   | жварыхут  |
| II            | Местный        | асма              | утма     | олома                 | латӏыма                      | ушма      |
| II            | Направительный | асмаши            | утмаши   | оломаши               | латӏымаши                    | ушмаши    |
| II            | Предельный     | асмак             | утмак    | оломак                | латӏымак                     | ушмак     |
| II            | Исходный       | асмаш             | утмаш    | оломаш                | латӏымаш                     | ушмаш     |
| II            | Транслатив     | асмахут           | утмахут  | оломыхут              | латӏымахут                   | ушмахут   |
| III           | Местный        | зат               | ват      | лат                   | латӏыт                       | жват      |
| III           | Предельный     | заттик            | ваттик   | латтик                | латӏыттик                    | жваттик   |
| III           | Исходный       | заттиш            | ваттиш   | латтиш                | латӏыттиш                    | жваттиш   |
| III           | Транслатив     | заттихут          | ваттихут | латтихут              | латӏыттихут                  | жваттихут |
| IV            | Местный        | захъ              | вахъ     | лахъ                  | латӏыхъ                      | жвахъ     |
| VII           | Исходный       | закьиш            | вакьиш   | лакьиш                | латӏыкьиш                    | жвакьиш   |

#### Вопросительные местоимения
Вопросительные местоимения представлены словами квири «кто?» и гьан «что?».
| Серия и падеж | Серия и падеж  | Кто?       | Что?        |
| ------------- | -------------- | ---------- | ----------- |
| Именительный  | Именительный   | квири      | гьан        |
| Эргативный    | Эргативный     | ллъили     | гьини       |
| Родительный   | Родительный    | ллъан      | гьинин      |
| Дательный     | Дательный      | ллъас      | гьинис      |
| I             | Направительный | ллъарши    | -           |
| I             | Предельный     | ллъарак    | гьинирак    |
| I             | Исходный       | ллъаттиш   | -           |
| II            | Местный        | ллъамма    | -           |
| II            | Направительный | ллъаммыши  | -           |
| II            | Предельный     | ллъаммак   | -           |
| II            | Исходный       | ллъаммаш   | -           |
| II            | Транслатив     | ллъаммыхут | -           |
| III           | Местный        | ллъат      | гьинит      |
| III           | Направительный | ллъаттиши  | -           |
| III           | Предельный     | ллъаттик   | гьиниттик   |
| III           | Исходный       | ллъаттиш   | гьиниттиш   |
| III           | Транслатив     | ллъаттыхут | гьиниттыхут |
| IV            | Местный        | ллъахъ     | -           |

#### Возвратные местоимения
При помощи классового показателя и суффикса -у от личных местоимений зон «я», ун «ты» образуются возвратные местоимения:
зон — зонаву «я сам», зонару «я сама», зонабу, зонтӏу
ун — унаву «ты сам», унару «ты сама», унабу, унтӏу
Он личных местоимений нен «мы (экскл.)», нентӏу «мы (инкл.)», жвен «вы» образуется только одна форма возвратного местоимения при помощи суффикса -тӀ- и суффикса возвратности -у:
нен «мы (экскл.)» — нентӏу «мы сами (экскл.)»
нентӏу «мы (инкл.)» — нентӏейтӏу «мы сами (инкл.)»
жвен «вы» — жвентӏу «вы сами»
В третьем лице используется возвратное местоимение инж «сам»:
| Серия и падеж | Серия и падеж  | «сам» (I класс) | «сама», «само» (II, III, IV классы) |
| ------------- | -------------- | --------------- | ----------------------------------- |
| Именительный  | Именительный   | инж             | инж                                 |
| Эргативный    | Эргативный     | жу              | же                                  |
| Родительный   | Родительный    | жун             | жен                                 |
| Дательный     | Дательный      | жус             | жес                                 |
| I             | Направительный | журши           | жерши                               |
| I             | Предельный     | журак           | жерак                               |
| I             | Исходный       | жураш           | жераш                               |
| II            | Местный        | жумма           | жемма                               |
| II            | Направительный | жуммаши         | жеммаши                             |
| II            | Предельный     | жуммак          | жеммак                              |
| II            | Исходный       | жуммаш          | жеммаш                              |
| II            | Транслатив     | жуммахут        | жеммахут                            |
| III           | Местный        | жут             | жет                                 |
| III           | Предельный     | жуттак          | жеттак                              |
| III           | Исходный       | жутташ          | жетташ                              |
| III           | Транслатив     | жуттахут        | жеттахут                            |
| IV            | Местный        | жухъ            | жехъ                                |
| VII           | Исходный       | жукьиш          | жекьиш                              |

Для большей выразительности эти местоимения, оформленные падежом и классом субъекта действия, могут оформляться классовыми суффиксами (-в-, -р-, -б- или -тӀ-), выражающими в свою очередь класс объекта действия:
| Падеж        | Класс субъекта | «сам» (I класс) | «сама», «само» (II, III, IV классы) |
| ------------ | -------------- | --------------- | ----------------------------------- |
| Именительный | I              | инжав           | инжав                               |
| Именительный | II             | инжару          | инжару                              |
| Именительный | III            | инжабу          | инжабу                              |
| Именительный | IV             | инжатӏу         | инжатӏу                             |
| Эргативный   | I              | жуву            | жеву                                |
| Эргативный   | II             | журу            | жеру                                |
| Эргативный   | III            | жубу            | жебу                                |
| Эргативный   | IV             | жутӏу           | жетӏу                               |
| Родительный  | I              | жуныву          | женыву                              |
| Родительный  | II             | жуныру          | женыру                              |
| Родительный  | III            | жуныбу          | женыбу                              |
| Родительный  | IV             | жутнӏу          | жетнӏу                              |
| Дательный    | I              | жуссыву         | жессыву                             |
| Дательный    | II             | жуссыру         | жессыру                             |
| Дательный    | III            | жуссыбу         | жессыбу                             |
| Дательный    | IV             | жуссытӏу        | жессытӏу                            |

Пример с субъектом мужского пола:
Жутӏу ноцӀ со «Сам птичку поймал»
Пример с субъектом женского пола:
Торми ука женаву ло желлъейву «Она взяла своего сына с собою»
И наконец, для ещё большей выразительности возвратности, имеющиеся местоимения могут дополнительно оформляться суффиксами, выражающими класс объекта:
| Падеж        | Класс субъекта | «сам» (I класс) | «сама», «само» (II, III, IV классы) |
| ------------ | -------------- | --------------- | ----------------------------------- |
| Именительный | I              | инжавейву       | инжавейву                           |
| Именительный | II             | инжарейру       | инжарейру                           |
| Именительный | III            | инжабейбу       | инжабейбу                           |
| Именительный | IV             | инжатӏейтӏу     | инжатӏейтӏу                         |
| Эргативный   | I              | жувейву         | жевейву                             |
| Эргативный   | II             | журейру         | жерейру                             |
| Эргативный   | III            | жубейбу         | жебейбу                             |
| Эргативный   | IV             | жутӏейтӏу       | жетӏейтӏу                           |
| Родительный  | I              | жунывейву       | женывейву                           |
| Родительный  | II             | жунырейру       | женырейру                           |
| Родительный  | III            | жуныбейбу       | женыбейбу                           |
| Родительный  | IV             | жутнӏейтӏу      | жетнӏейтӏу                          |
| Дательный    | I              | жуссывейву      | жессывейву                          |
| Дательный    | II             | жуссырейру      | жессырейру                          |
| Дательный    | III            | жуссыбейбу      | жессыбейбу                          |
| Дательный    | IV             | жуссытӏейтӏу    | жессытӏейтӏу                        |

Во множественном числе возвратные местоимения склоняются следующим образом:
| Падеж        | Класс субъекта | «сами» (I, II класс)  | «сами» (III, IV классы) |
| ------------ | -------------- | --------------------- | ----------------------- |
| Именительный | I, II, III, IV | жаппу, жаббейбу       | жабтӏу, жабтӏейтӏу      |
| Эргативный   | I              | жейву, жейвейву       | жейву, жейвейву         |
| Эргативный   | II             | жейру, жейрейру       | жейру, жейрейру         |
| Эргативный   | III            | жейбу, жейбейбу       | жейбу, жейбейбу         |
| Эргативный   | IV             | жейтӏу, жейтӏейтӏу    | жейтӏу, жейтӏейтӏу      |
| Родительный  | I              | жаныву, жанывейву     | жаныву, жанывейву       |
| Родительный  | II             | жаныру, жанырейру     | жаныру, жанырейру       |
| Родительный  | III            | жаныбу, жаныбейбу     | жаныбу, жаныбейбу       |
| Родительный  | IV             | жантӏу, жантӏейӏу     | жантӏу, жантӏейӏу       |
| Дательный    | I              | жассыву, жассывейву   | жассыву, жассывейву     |
| Дательный    | II             | жассыру, жассырейру   | жассыру, жассырейру     |
| Дательный    | III            | жассыбу, жассыбейбу   | жассыбу, жассыбейбу     |
| Дательный    | IV             | жассытӏу, жассытӏейӏу | жассытӏу, жассытӏейӏу   |

#### Указательные местоимения
Существует 5 указательных местоимений, в зависимости от расположения по отношению к собеседникам:
| Значение                  | I класс | II класс | III класс | IV класс | Множественное число |
| ------------------------- | ------- | -------- | --------- | -------- | ------------------- |
| Этот (вблизи I лица)      | йав     | йар      | йаб       | йат      | йэб                 |
| Этот (вблизи II лица)     | йаму    | йамур    | йамуб     | йамут    | йэмиб               |
| Тот (вдали от I, II лица) | тов     | тор      | тоб       | тот      | теб                 |
| Тот (выше I лица)         | гъуду   | гъодор   | гъодоб    | гъодот   | гъыдиб              |
| Тот (ниже I лица)         | гуду    | годор    | годоб     | годот    | гидиб               |

Все указательные местоимения склоняются одинаково, присоединяя в эргативном падеже суффикс -му для I класса, и суффикс -ми для II, III и IV классов (конечная б при этом переходит в м).

#### Притяжательные местоимения
В качестве притяжательных местоимений используются личные местоимения в родительном падеже:
«мой» — вис, дис, бис, ис
«твой» — вит
«наш» (экскл.) — уллу, доло, боло, оло
«наш» (инкл.) — лову, лару, лабу, латӏу
«ваш» — виш
«его» — йавмун, «её» — йармин, «его», «её»- йаммин, йатмин, «их» — йэммен
«его (того)» — товмун, «её (той)» — тормин, «его», «её»- томмин, тотмин, «их (тех)» — теммен
«чей?» — ллъан, «чего?», «из чего» — гьинин

#### Неопределенно-личные местоимения
Неопределенные местоимения представлены словами квинена «кто-то», гьанена «что-то», квиишав «кто-нибудь». Пример:
Квинена синтӏытту бышор хъӏвали эвди «Какой-то мужчина приходил» (дословно: «Кто-то неизвестный мужчина приходил»)

#### Отрицательные местоимения
Отрицательные местоимения представлены двумя словами: квигьону «никто» и гьуну "ничто.
| Падеж        | «никто»    | «ничто»          |
| ------------ | ---------- | ---------------- |
| Именительный | квигьону   | гьуну, гьангьону |
| Эргативный   | ллъигьону  | гьинигьону       |
| Родительный  | ллъангьону | гьинингьону      |
| Дательный    | ллъасгьону | гьинисгьону      |

#### Обобщительные местоимения
В арчинском языке представлено несколько видов обобщительных местоимений:
«весь» — гвиву, «вся» — гвиру, «всё» — гвийбу, гвийтӏу, «все» — гвийбу, гвийтӏу
кӏиллийтӏу, икӏен «весь»
мирчи, мурчи «все»
гьаннийтӏу (IV класс) «каждый»
Примеры:
Гваштей гвийбу хамхи букне «Собаки съели всю бранью тушу»
Зари икӏен хос ха «Я всё богатство забрал»

### Глагол
Глаголы в арчинском языке могут быть простыми и сложными.
Простые глаголы состоят из одного слова: эхас «вылить», хъес «замерзнуть», икес «иметься в наличии».
Сложные глаголы состоят из неизменяемой части и вспомогательного глагола ас «делать», кес «становится», бос «сказать» и т. д. Неизменяемая часть может быть выражена именем существительным, именем прилагательным, наречием, междометием и т. д.: меэ бос «блеять» (дословно: «меэ сказать»), гӏумыр абас «жить» (дословно: «жизнь делать»), хӏохӏу бос «ржать» (дословно: «хӏохӏу сказать»), кӏентӀ бос «капать» (дословно: «капля сказать»).
Наиболее употребительным вспомогательным глаголом является бос «сказать». Часто он сливается со значимым словом, при этом нередко подвергаясь фонологическим изменениям: щубус «брать», тубус «плевать», хъебус «танцевать», чӀaӀммус «жевать», куммус «есть», даммус «выстрелить».

#### Категория грамматического класса
Показатели класса, содержащиеся в глагольных основах, представляют собой либо префиксы, либо инфиксы. При непереходном глаголе классовые показатели согласуются с подлежащим, при переходном глаголе — с прямым дополнением.
| Значение                       | I класс  | II класс | III класс | IV класс |
| ------------------------------ | -------- | -------- | --------- | -------- |
| «делать»                       | авс      | арас     | абас      | ас       |
| «быть», «существовать»         | эвкъис   | эркъис   | эбкъис    | экъис    |
| «вести»                        | курас    | дыкрас   | быкрас    | крас     |
| «висеть»                       | эвхмус   | эрхмус   | эбхмус    | эхмус    |
| «вставать»                     | ххвас    | даххас   | баххас    | ххас     |
| «вынуть», «выгнать», «вырвать» | улӏмус   | орлӏмус  | облӏмус   | олӏмус   |
| «держать»                      | свас     | дысас    | бысас     | сас      |
| «смотреть»                     | савккас  | сарккас  | сабккас   | саккас   |
| «ждать», «сидеть»              | къовкъис | къадкъис | къабкъис  | къакъис  |
| «падать»                       | цавхас   | цархас   | цабхас    | цахас    |
| «собирать»                     | говкъас  | гваркъас | гвабкъас  | гвакъас  |

#### Число
Глаголы, содержащие классовый показатель, во множественном числе получают показатель -б- для I и II классов, и нулевой показатель для III и IV классов:
авс, арас, абас, ас «делать» — абас, ас
курас, дыкрас, быкрас, крас «вести» — быкрас, крас
эвхмус, эрхмус, эбхмус, эхмус «висеть» — эбхмус, эхмус
ви, ди, би, и «есть» — би, и «суть»
вар, дар, бар, ар «делает»- бар, ар «делают»

#### Инфинитив
Инфинитив образуется при помощи суффикса -с: бос «говорить», экъис «быть», «существовать», эххас «оставаться», акъас «оставить», ошас «отвязать», кес «становиться», квашас «падать», баргъас «пасть», ас «делать», атис «пускать». Примеры:
Без кумак ба перттукъ нокьак щубус «Помоги мне отнести чемодан домой»
Тымарас тӀeӀтту ас кьан кер «Тамара любит собирать цветы»
Йэммет ас кертӏу «Так делать нельзя»

#### Масдар
Большинство глаголов образуют форму отглагольного существительного при помощи суффикса -мул, присоединяемого к чистой основе глагола. При этом гласный, предшествующий суффиксу -с в инфинитиве, отпадает:
| Значение                   | Инфинитив | Масдар   |
| -------------------------- | --------- | -------- |
| «воевать»                  | анххас    | анхмул   |
| «существовать», «получать» | экъис     | экъмул   |
| «бежать»                   | веӏршас   | веӏршмул |
| «бить»                     | дахис     | дахмул   |
| «вешать»                   | эхмус     | эхмул    |
| «вянуть»                   | твас      | тумул    |
| «гаснуть»                  | аӏхас     | аӏхмул   |
| «гулять»                   | квевкис   | квевкмул |

При образовании масдара глаголы, содержащие классовые показатели, сохраняют их, при этом классовые показатели перемещаются в начало слова:
| Значение                   | Класс | Инфинитив | Масдар  |
| -------------------------- | ----- | --------- | ------- |
| «взвешивать»               | I     | овсмус    | васмул  |
| «взвешивать»               | II    | арсмус    | дасмул  |
| «взвешивать»               | III   | абсмус    | басмул  |
| «взвешивать»               | IV    | асмус     | асмул   |
| «сделать», «родить»        | I     | овс       | вамул   |
| «сделать», «родить»        | II    | арас      | дамул   |
| «сделать», «родить»        | III   | абас      | бамул   |
| «сделать», «родить»        | IV    | ас        | амул    |
| «прийти»                   | I     | овлӏис    | валӏмул |
| «прийти»                   | II    | арлӏис    | далӏмул |
| «прийти»                   | III   | аблӏис    | балӏмул |
| «прийти»                   | IV    | алӏмул    | алӏис   |
| «снять», «вынуть», «выйти» | I     | улӏмус    | улӏмул  |
| «снять», «вынуть», «выйти» | II    | орлӏмус   | долӏмул |
| «снять», «вынуть», «выйти» | III   | облӏмус   | болӏмул |
| «снять», «вынуть», «выйти» | IV    | олӏмус    | олӏмул  |
| «стать»                    | I     | квес      | кумул   |
| «стать»                    | II    | декес     | дукмул  |
| «стать»                    | III   | бекес     | букмул  |
| «стать»                    | IV    | кес       | кумул   |

От глагола бос «сказать» образуется форма масдара бумул, и аналогичным образом эта форма образуется от глаголов, содержащих бос в качестве вспомогательной части:
| Значение            | Инфинитив  | Масдар            |
| ------------------- | ---------- | ----------------- |
| «сверкать»          | пар бос    | пар бумул, партӏи |
| «бриться»           | ххартӀ бос | ххартӀ бумул      |
| «зевать»            | гьакь бос  | гьакь бумул       |
| «капать»            | кӏентӀ бос | кӏентӀ бумул      |
| «кивнуть»           | кӏерш бос  | кӏерш бумул       |
| «курить»            | пагь бос   | пагь бумул        |
| «нюхать»            | сунтӀ бос  | сунтӀ бумул       |
| «стучать (в дверь)» | кӏунтӀ бос | кӏунтӀ бумул      |
| «тереть»            | лӏур бос   | лӏур бумул        |

В слитных глаголах, заканчивающихся на -бус образование масдара происходит разными способами. Если форма прошедшего времени образуется при помощи суффикса -тте, то масдар образуется при помощи суффикса -мул:
| Значение                    | Инфинитив | Прошедшее время | Масдар  |
| --------------------------- | --------- | --------------- | ------- |
| «взять»                     | щубус     | щетте           | щумул   |
| «красить (одежду, материю)» | ллъубус   | ллъетте         | ллъумул |
| «варить»                    | субус     | сетте           | сумул   |

Когда прошедшее время образуется при помощи суффикса -бу (-пу), то при образовании масдара используется суффикс -тӏи:
| Значение              | Инфинитив | Прошедшее время | Масдар                |
| --------------------- | --------- | --------------- | --------------------- |
| «танцевать»           | хъебус    | хъебу           | хъетӏи                |
| «плевать»             | тубус     | тубу            | тутӏи                 |
| «пить»                | ццӏабус   | ццӏабу          | ццӏатӏи               |
| «петь»                | хабус     | хабу            | хатӏи                 |
| «воткнуть», «боднуть» | къебус    | къебу           | къетӏи                |
| «дуть»                | гьубус    | гьубу           | гьутӏи                |
| «бросить»             | лаппус    | лаппу           | лапӏтӀи               |
| «лопнуть»             | чӀaӀппус  | чӀaӀппу         | чӀaӀпӏтӀи             |
| «говорить»            | баӏбус    | баӏбу           | баӏбутӏи (исключение) |

Глаголы, заканчивающиеся в инфинитиве на -мус, в настоящем времени — на -н, а в прошедшем времени — на -и или -е, образуют масдар при помощи суффикса -мул:
| Значение                  | Инфинитив | Настоящее время | Прошедшее время | Масдар       |
| ------------------------- | --------- | --------------- | --------------- | ------------ |
| «читать»                  | олӏмус    | орлӏин          | олӏни           | олӏмул       |
| «убегать»                 | лъуммус   | лъвемлъин       | лъунне          | лъуммул      |
| «бродить (о тесте, вине)» | хьӏехмус  | хьӏерхин        | хьӏехни         | хьӏехмул     |
| «тянуть»                  | лӏуммус   | лӏан            | лӏенне          | лӏуммул      |
| «сыпать»                  | архмус    | архин           | архни           | архмул       |
| «считать»                 | ккъӏуммус | ккъӏвемккъин    | ккъӏунне        | ккъвемккъмул |

Глаголы на -мус в инфинитиве, на -р в настоящем времени и на -у в прошедшем, присоединяют в масдаре суффикс -тӏи:
| Значение   | Инфинитив | Настоящее время | Прошедшее время | Масдар   |
| ---------- | --------- | --------------- | --------------- | -------- |
| «стрелять» | каммус    | камар           | камму           | камтӏи   |
| «плакать»  | эӏммус    | эӏнвар          | эӏмму           | эӏмтӏи   |
| «лизать»   | ламус     | ламар           | ламму           | ламтӏи   |
| «жевать»   | чӀaӀмус   | чӀaӀмар         | чӀaӀмму         | чӀaӀмтӏи |

#### Переходные и непереходные глаголы
Непереходный глагол, содержащий классовый показатель, согласует его с классом и числом субъекта, стоящего в именительном падеже:
| Число         | Класс   | Настоящее простое время | Настоящее конкретное время | Значение          |
| ------------- | ------- | ----------------------- | -------------------------- | ----------------- |
| Единственное  | I       | бышор вассар            | бышор вассарши ви          | «мужчина дрожит»  |
| Единственное  | II      | ллъоннол дассар         | ллъоннол дассарши ди       | «женщина дрожит»  |
| Единственное  | III     | хьӏон бассар            | хьӏон бассарши би          | «корова дрожит»   |
| Единственное  | IV      | мотол ассар             | мотол ассарши и            | «козленок дрожит» |
| Множественное | I, II   | хом бассар              | хом бассарши би            | «женщины дрожат»  |
| Множественное | III, IV | лобур ассар             | лобур ассарши и            | «дети дрожат»     |

Класс и число переходного глагола согласуются с объектом, стоящим в именительном падеже:
| Число объекта | Класс объекта | Настоящее простое время | Значение                      |
| ------------- | ------------- | ----------------------- | ----------------------------- |
| Единственное  | I             | дадыму варчар бышор     | «дядя убивает мужчину»        |
| Единственное  | II            | дадыму дарчар ллъоннол  | «дядя убивает женщину»        |
| Единственное  | III           | дадыму барчар лилмучӀ   | «дядя убивает оленя»          |
| Единственное  | IV            | дадыму арчар ноцӀ       | «дядя убивает птичку»         |
| Множественное | I, II         | дадыму барчар лӏеле     | «дядя убивает мужчин (людей)» |
| Множественное | III, IV       | дадыму арчар лилмучӏмул | «дядя убивает оленей»         |

Класс субъекта, стоящего в эргативном падеже, при переходном глаголе, не влияет на форму глагола:
| Класс субъекта | Настоящее простое время | Значение                |
| -------------- | ----------------------- | ----------------------- |
| I              | быӏххому барчар лилмучӀ | «охотник убивает оленя» |
| II             | ллъенна барчар лилмучӀ  | «женщина убивает оленя» |
| III            | хъабанни барчар лилмучӀ | «кабан убивает оленя»   |
| IV             | щаӏбыли барчар лилмучӀ  | «рана убивает оленя»    |

#### Времена
В арчинском языке настоящие, прошедшие и будущие времена подразделяются на простые (органические) и описательные (аналитические). Описательные времена обозначают действия, происходящие в конкретный период времени, а простые — общие, абстрактные действия.

##### Настоящее общее
Настоящее общее время обозначает, что действие происходит постоянно, а не только в момент разговора.
В зависимости от способа образования форм настоящего общего времени глаголы разделяются на два типа.
К I типу относятся глаголы с суффиксом -р в настоящем времени. Глаголы I типа разделяются на 4 группы:
- К 1-й группе относят глаголы, образующие форму настоящего времени посредством замены суффикса -с в инфинитиве на суффикс -р.
- Ко 2-й группе относят глаголы имеющие в инфинитиве суффикс -бус, заменяемый на -р в настоящем времени.
- К 3-й группе относятся глаголы с суффиксом -(м)ус или -(м)мус в инфинитиве, заменяющие этот суффикс в настоящем времени на -(м)ар.
- К 4-й группе относится глагол бос «сказать» (настоящее время — вар), и производные сложные глаголы. Также сюда относят глаголы, образующие форму настоящего времени при помощи суффикса -р и инфикса -р-, встающего после первого глассного в основе. Классовый показатель, если таковой имеется, перемещается в начало слова.

Глаголы II типа имеют в инфинитиве суффикс -мус, а настоящее время образуют при помощи суффикса -н. Они также разделяются на 4 группы:
- К 1-й группе относят глаголы, редуплицирующие в настоящем времени основу и присоединяющие суффикс -ин.
- Ко 2-й группе относят глаголы, присоединяющие в настоящем времени суффикс -ин (-ан) без редупликации основы.
- К 3-й группе относят глаголы, образующие форму настоящего времени при помощи суффикса -ин и инфикса -р после первого гласного основы.
- К 4-й группе относят глаголы, заменяющие суффикс -мус на суффикс -ин в форме настоящего времени.

| Тип | Группа | Значение                        | Инфинитив         | Инфинитив         | Инфинитив         | Инфинитив         | Настоящее простое время | Настоящее простое время | Настоящее простое время | Настоящее простое время |
| Тип | Группа | Значение                        | I класс           | II класс          | III класс         | IV класс          | I класс                 | II класс                | III класс               | IV класс                |
| --- | ------ | ------------------------------- | ----------------- | ----------------- | ----------------- | ----------------- | ----------------------- | ----------------------- | ----------------------- | ----------------------- |
| I   | 1      | «гулять»                        | квевккис          | кверккис          | квебкис           | квеккис           | квевккир                | кверккир                | квебкир                 | квеккир                 |
| I   | 1      | «дать»                          | лӏус              | долӏос            | болӏос            | лӏос              | лӏур                    | долӏор                  | болӏор                  | лӏор                    |
| I   | 1      | «искать»                        | вирккус           | дирккус           | бирккус           | ирккус            | вирккур                 | дирккур                 | бирккур                 | ирккур                  |
| I   | 1      | «делить»                        | ккъӏвас           | даккъӏас          | баккъӏас          | ккъӏас            | ккъӏвар                 | даккъӏар                | баккъӏар                | ккъӏар                  |
| I   | 1      | «встать»                        | ххвас             | даххас            | баххас            | ххас              | ххвар                   | даххар                  | баххар                  | ххар                    |
| I   | 1      | «бежать»                        | веӏршас           | деӏршас           | беӏршас           | эӏршас            | веӏршар                 | деӏршар                 | беӏршар                 | эӏршар                  |
| I   | 2      | «взять»                         | щубус             | душбус            | бушбус            | щубус             | щур                     | дущур                   | бущур                   | щур                     |
| I   | 2      | «плевать»                       | тубус             | тубус             | тубус             | тубус             | тур                     | тур                     | тур                     | тур                     |
| I   | 2      | «дуть»                          | гьубус            | гьубус            | гьубус            | гьубус            | гьур                    | гьур                    | гьур                    | гьур                    |
| I   | 2      | «танцевать»                     | хъебус            | хъебус            | хъебус            | хъебус            | хъер                    | хъер                    | хъер                    | хъер                    |
| I   | 2      | «воткнуть», «боднуть»           | къебус            | къебус            | къебус            | къебус            | къер                    | къер                    | къер                    | къер                    |
| I   | 2      | «пить»                          | ццӏабус           | ццӏабус           | ццӏабус           | ццӏабус           | ццӏар                   | ццӏар                   | ццӏар                   | ццӏар                   |
| I   | 2      | «петь»                          | хабус             | хабус             | хабус             | хабус             | хар                     | хар                     | хар                     | хар                     |
| I   | 2      | «бросить»                       | лаппус            | лаппус            | лаппус            | лаппус            | лапӏар                  | лапӏар                  | лапӏар                  | лапӏар                  |
| I   | 2      | «лопнуть»                       | чӀaӀппус          | чӀaӀппус          | чӀaӀппус          | чӀaӀппус          | чӀaӀпӏар                | чӀaӀпӏар                | чӀaӀпӏар                | чӀaӀпӏар                |
| I   | 2      | «говорить»                      | баӏбус            | баӏбус            | баӏбус            | баӏбус            | баӏбур (исключение)     | баӏбур (исключение)     | баӏбур (исключение)     | баӏбур (исключение)     |
| I   | 3      | «стрелять»                      | каммус            | каммус            | каммус            | каммус            | камар                   | камар                   | камар                   | камар                   |
| I   | 3      | «жевать»                        | чӀaӀмус           | чӀaӀмус           | чӀaӀмус           | чӀaӀмус           | чӀaӀмар                 | чӀaӀмар                 | чӀaӀмар                 | чӀaӀмар                 |
| I   | 3      | «лизать»                        | ламус             | ламус             | ламус             | ламус             | ламар                   | ламар                   | ламар                   | ламар                   |
| I   | 3      | «плакать»                       | эӏммус            | эӏммус            | эӏммус            | эӏммус            | эӏнвар                  | эӏнвар                  | эӏнвар                  | эӏнвар                  |
| I   | 4      | «сказать»                       | бос               | бос               | бос               | бос               | вар                     | вар                     | вар                     | вар                     |
| I   | 4      | «блеять (об овцах)»             | маӀ бос           | маӀ бос           | маӀ бос           | маӀ бос           | маӀ вар                 | маӀ вар                 | маӀ вар                 | маӀ вар                 |
| I   | 4      | «блеять (о козах)»              | ме’е бос          | ме’е бос          | ме’е бос          | ме’е бос          | ме’е вар                | ме’е вар                | ме’е вар                | ме’е вар                |
| I   | 4      | «бриться»                       | ххартӀ бос        | ххартӀ бос        | ххартӀ бос        | ххартӀ бос        | ххартӀ вар              | ххартӀ вар              | ххартӀ вар              | ххартӀ вар              |
| I   | 4      | «мыть»                          | чучи бос          | чучи бос          | чучи бос          | чучи бос          | чучи вар                | чучи вар                | чучи вар                | чучи вар                |
| I   | 4      | «мяукать»                       | наӏв бос          | наӏв бос          | наӏв бос          | наӏв бос          | наӏв вар                | наӏв вар                | наӏв вар                | наӏв вар                |
| I   | 4      | «называть»                      | ццӏор бос         | ццӏор бос         | ццӏор бос         | ццӏор бос         | ццӏор вар               | ццӏор вар               | ццӏор вар               | ццӏор вар               |
| I   | 4      | «позвать»                       | заппос            | заппос            | заппос            | заппос            | забар                   | забар                   | забар                   | забар                   |
| I   | 4      | «останавливаться»               | эвххас            | эрххас            | эбххас            | эххас             | верххар                 | дерххар                 | берххар                 | эрххар                  |
| I   | 4      | «гнать»                         | овкӏас            | аркӏас            | абкӏас            | акӏас             | варкӏар                 | даркӏар                 | баркӏар                 | аркӏар                  |
| I   | 4      | «носить», «таскать (на себе)»   | овсас             | арсас             | абсас             | асас              | варсар                  | дарсар                  | барсар                  | арсар                   |
| I   | 4      | «бросать»                       | цахас             | цахас             | цахас             | цахас             | цархар                  | цархар                  | цархар                  | цархар                  |
| I   | 4      | «класть»                        | эллъас            | эллъас            | эллъас            | эллъас            | эрллъар                 | эрллъар                 | эрллъар                 | эрллъар                 |
| I   | 4      | «лить»                          | эцас              | эцас              | эцас              | эцас              | эрцар                   | эрцар                   | эрцар                   | эрцар                   |
| I   | 4      | «мочь»                          | бецӏас            | бецӏас            | бецӏас            | бецӏас            | берцӏар                 | берцӏар                 | берцӏар                 | берцӏар                 |
| I   | 4      | «кусать»                        | векъас            | декъас            | бекъас            | экъас             | веркъур                 | деркъур                 | беркъур                 | эркъур                  |
| I   | 4      | «гореть»                        | уккас             | орккас            | обккас            | оккас             | урккур                  | дорккур                 | борккур                 | орккур                  |
| I   | 4      | «молоть»                        | деӏххас           | деӏххас           | деӏххас           | деӏххас           | деӏрххур                | деӏрххур                | деӏрххур                | деӏрххур                |
| I   | 4      | «копать»                        | йахьӏас           | йахьӏас           | йахьӏас           | йахьӏас           | йархьӏур                | йархьӏур                | йархьӏур                | йархьӏур                |
| I   | 4      | «закрывать»                     | -                 | -                 | даӏбккъас         | даӏккъас          | -                       | -                       | даӏбккъур               | даӏккъур                |
| I   | 4      | «гаснуть»                       | аӏхас             | аӏхас             | аӏхас             | аӏхас             | аӏрхур                  | аӏрхур                  | аӏрхур                  | аӏрхур                  |
| I   | 4      | «быть», «существовать»          | эвкъис            | эркъис            | эбкъис            | экъис             | веркъир                 | деркъир                 | беркъир                 | эркъир                  |
| I   | 4      | «выиграть»                      | хвес              | дехес             | бехес             | хес               | хверхир                 | дехерхир                | бехерхир                | херхир                  |
| I   | 4      | «нести»                         | ххвес             | деххес            | беххес            | ххес              | урххир                  | дорххир                 | борххир                 | орххир                  |
| I   | 4      | «замерзнуть»                    | хъвес             | дехъес            | бехъес            | хъес              | хъверхъир               | дехъерхъир              | бехъерхъир              | хъерхъир                |
| I   | 4      | «идти»                          | хъӏвес            | дехъӏес           | бехъӏес           | хъӏес             | урхьӏир                 | дорхьӏир                | борхьӏир                | орхьӏир                 |
| I   | 4      | «вести»                         | курас             | дакрас            | бакрас            | крас              | уркир                   | доркир                  | боркир                  | оркир                   |
| II  | 1      | «убегать»                       | лъуммус           | дулъмус           | булъмус           | лъуммус           | лъвемлъин               | дулъемлъин              | булъемлъин              | лъемлъин                |
| II  | 1      | «плести»                        | -                 | -                 | буххмус           | ххуммус           | -                       | -                       | беххемххин              | ххемххин                |
| II  | 1      | «считать»                       | ккъӏуммус         | ккъӏуммус         | ккъӏуммус         | ккъӏуммус         | ккъӏвемккъӏин           | ккъӏвемккъӏин           | ккъӏвемккъӏин           | ккъӏвемккъӏин           |
| II  | 1      | «месить», «размешивать (тесто)» | щуӏммус           | щуӏммус           | щуӏммус           | щуӏммус           | щеӏмщин                 | щеӏмщин                 | щеӏмщин                 | щеӏмщин                 |
| II  | 1      | «просеивать»                    | ццӏуммус          | ццӏуммус          | ццӏуммус          | ццӏуммус          | ццӏемццӏин              | ццӏемццӏин              | ццӏемццӏин              | ццӏемццӏин              |
| II  | 2      | «есть», «кушать»                | куммус            | дукмус            | букмус            | куммус            | кван                    | дукан                   | букан                   | кван                    |
| II  | 2      | «давить», «душить»              | чӀyӀммус          | дуӏчӀмус          | буӏчӀмус          | чӀyӀммус          | чӏваӏн                  | дучӀaӀн                 | бучӀaӀн                 | чӀaӀн                   |
| II  | 2      | «работать»                      | вирхмус           | дирхмус           | бирхмус           | ирхмус            | вирххвин                | дирххвин                | бирххвин                | ирххвин                 |
| II  | 2      | «тянуть»                        | лӏуммус           | лӏуммус           | лӏуммус           | лӏуммус           | лӏан                    | лӏан                    | лӏан                    | лӏан                    |
| II  | 3      | «выгнать», «освободить»         | улӏмус            | орлӏмус           | облӏмус           | олӏмус            | урлӏин                  | дорлӏин                 | борлӏин                 | орлӏин                  |
| II  | 3      | «подниматься», «гореть»         | эвхмус            | эрхмус            | эбхмус            | эхмус             | верхин                  | дерхин                  | берхин                  | эрхин                   |
| II  | 3      | «бродить (о тесте, о вине)»     | хьӏехмус          | хьӏехмус          | хьӏехмус          | хьӏехмус          | хьӏерхин                | хьӏерхин                | хьӏерхин                | хьӏерхин                |
| II  | 3      | «давить»                        | баӏлӀмус          | баӏлӀмус          | баӏлӀмус          | баӏлӀмус          | баӏрлӏин                | баӏрлӏин                | баӏрлӏин                | баӏрлӏин                |
| II  | 3      | «привязать», «связать»          | эвтӏмус           | эртӏмус           | эбтӏмус           | этӏмус            | вертӏин                 | дертӏин                 | бертӏин                 | эртӏин                  |
| II  | 3      | «мерить», «взвешивать»          | овсмус            | арсмус            | абсмус            | асмус             | варсин                  | дарсин                  | барсин                  | арсин                   |
| II  | 4      | «набить оскомину»               | соттор лъоролъмус | соттор лъоролъмус | соттор лъоролъмус | соттор лъоролъмус | соттор лъоролъин        | соттор лъоролъин        | соттор лъоролъин        | соттор лъоролъин        |
| II  | 4      | «сыпать»                        | -                 | -                 | бархмус           | архмус            | -                       | -                       | барххин                 | арххин                  |
| II  | 4      | «содрать кожу»                  | хъвевкмус         | хъверкмус         | хъвебкмус         | хъвекмус          | хъвевккин               | хъверккин               | хъвебкин                | хъвеккин                |

Примеры:
Уӏншила хабкуловна эӏршар «Ящерица быстро бегает»
Гьилукули адамлис зарал ар «Муха человеку вред приносит (делает)»
Эз соннис увхас кьан кер «Я на спине спать люблю»

##### Прошедшее основное
Прошедшее основное время обозначает действие, которое уже совершилось.
В зависимости от способа образования прошедшего основного времени глаголы подразделяются на несколько типов:
- Глаголы I типа, имеющие конечный гласный -о- или -у- в инфинитиве, образуют прошедшее время методом отбрасывания суффикса -с в инфинитиве.
- Глаголы II типа, оканчивающиеся в инфинитиве на -ас, заменяют в прошедшем времени это окончание на -у.
- Глаголы III типа, оканчивающиеся в инфинитиве на -ас или -аӏс, вместо этого в прошедшем времени получают соответственно -о или -оӀ.
- Немногочисленные глаголы IV типа с окончанием -ас, -ес, -ис в инфинитиве, меняют в прошедшем времени эти окончания на -а.
- Глаголы V типа, также немногочисленные, в прошедшем времени заменяют -ас на -е.
- Глаголы VI типа заменяют окончание -ис на -ди.
- Глаголы VII типа заменяют окончание -(у)бус на -(е)тте.
- Глаголы VIII типа заменяют окончание -мус на -ни.
- Глаголы IX типа (относящиеся к типу II, группе 1 настоящего общего времени) заменяют окончание -мус на -не.

| Тип  | Значение                        | Инфинитив         | Инфинитив         | Инфинитив         | Инфинитив         | Прошедшее общее время | Прошедшее общее время | Прошедшее общее время | Прошедшее общее время |
| Тип  | Значение                        | I класс           | II класс          | III класс         | IV класс          | I класс               | II класс              | III класс             | IV класс              |
| ---- | ------------------------------- | ----------------- | ----------------- | ----------------- | ----------------- | --------------------- | --------------------- | --------------------- | --------------------- |
| I    | «лопнуть», «взорваться»         | даммус            | даммус            | даммус            | даммус            | дамму                 | дамму                 | дамму                 | дамму                 |
| I    | «лопнуть (о мяче)»              | чӀaӀппус          | чӀaӀппус          | чӀaӀппус          | чӀaӀппус          | чӀaӀппу               | чӀaӀппу               | чӀaӀппу               | чӀaӀппу               |
| I    | «бросить», «кинуть»             | лаппус            | лаппус            | лаппус            | лаппус            | лаппу                 | лаппу                 | лаппу                 | лаппу                 |
| I    | «стрелять»                      | каммус            | каммус            | каммус            | каммус            | камму                 | камму                 | камму                 | камму                 |
| I    | «плакать»                       | эӏммус            | эӏммус            | эӏммус            | эӏммус            | эӏмму                 | эӏмму                 | эӏмму                 | эӏмму                 |
| I    | «плевать»                       | тубус             | тубус             | тубус             | тубус             | тубу                  | тубу                  | тубу                  | тубу                  |
| I    | «дуть»                          | гьубус            | гьубус            | гьубус            | гьубус            | гьубу                 | гьубу                 | гьубу                 | гьубу                 |
| I    | «танцевать»                     | хъебус            | хъебус            | хъебус            | хъебус            | хъебу                 | хъебу                 | хъебу                 | хъебу                 |
| I    | «воткнуть», «боднуть»           | къебус            | къебус            | къебус            | къебус            | къебу                 | къебу                 | къебу                 | къебу                 |
| I    | «разговаривать»                 | баӏбус            | баӏбус            | баӏбус            | баӏбус            | баӏбу                 | баӏбу                 | баӏбу                 | баӏбу                 |
| I    | «петь»                          | хабус             | хабус             | хабус             | хабус             | хабу                  | хабу                  | хабу                  | хабу                  |
| I    | «пить»                          | ццӏабус           | ццӏабус           | ццӏабус           | ццӏабус           | ццӏабу                | ццӏабу                | ццӏабу                | ццӏабу                |
| I    | «сказать»                       | бос               | бос               | бос               | бос               | бо                    | бо                    | бо                    | бо                    |
| I    | «пахать»                        | гьей бос          | гьей бос          | гьей бос          | гьей бос          | гьей бо               | гьей бо               | гьей бо               | гьей бо               |
| I    | «звать»                         | заппос            | заппос            | заппос            | заппос            | заппо                 | заппо                 | заппо                 | заппо                 |
| I    | «дать»                          | лӏус              | долӏос            | болӏос            | лӏос              | лӏу                   | долӏо                 | болӏо                 | лӏо                   |
| I    | «находить»                      | хус               | дохос             | бохос             | хос               | ху                    | дохо                  | бохо                  | хо                    |
| I    | «искать»                        | вирккус           | дирккус           | бирккус           | ирккус            | виркку                | диркку                | биркку                | иркку                 |
| II   | «научить»                       | ллъас             | ллъас             | ллъас             | ллъас             | ллъу                  | ллъу                  | ллъу                  | ллъу                  |
| II   | «бежать»                        | веӏршас           | деӏршас           | беӏршас           | эӏршас            | веӏршу                | деӏршу                | беӏршу                | эӏршу                 |
| II   | «драться»                       | ваттас            | даттас            | баттас            | аттас             | ватту                 | датту                 | батту                 | атту                  |
| II   | «думать»                        | варгьас           | даргьас           | баргьас           | аргьас            | варгьу                | даргьу                | баргьу                | аргьу                 |
| II   | «брыкаться»                     | цахас             | цахас             | цахас             | цахас             | цаху                  | цаху                  | цаху                  | цаху                  |
| II   | «жать (колосовые)»              | ух эллъас         | ух эллъас         | ух эллъас         | ух эллъас         | ух эллъу              | ух эллъу              | ух эллъу              | ух эллъу              |
| II   | «лить»                          | эцас              | эцас              | эцас              | эцас              | эцу                   | эцу                   | эцу                   | эцу                   |
| II   | «мочь»                          | бецӏас            | бецӏас            | бецӏас            | бецӏас            | бецӏу                 | бецӏу                 | бецӏу                 | бецӏу                 |
| II   | «наполниться», «насытиться»     | овцӏас            | арцӏас            | абцӏас            | ацӏас             | овцӏу                 | арцӏу                 | абцӏу                 | ацӏу                  |
| II   | «носить», «таскать (на себе)»   | овсас             | арсас             | абсас             | асас              | овсу                  | арсу                  | абсу                  | асу                   |
| II   | «доить»                         | -                 | -                 | баццас            | аццас             | -                     | -                     | баццу                 | аццу                  |
| II   | «мочиться»                      | цукӏас            | цоркӏас           | цобкӏас           | цокӏас            | цукӏу                 | цоркӏу                | цобкӏу                | цокӏу                 |
| II   | «гаснуть»                       | аӏхас             | аӏхас             | аӏхас             | аӏхас             | аӏху                  | аӏху                  | аӏху                  | аӏху                  |
| II   | «вылить»                        | эхас              | эхас              | эхас              | эхас              | эху                   | эху                   | эху                   | эху                   |
| II   | «закрывать»                     | -                 | -                 | даӏбккъас         | даӏккъас          | -                     | -                     | даӏбккъу              | даӏккъу               |
| II   | «копать»                        | йаӏхас            | йаӏхас            | йаӏхас            | йаӏхас            | йаӏху                 | йаӏху                 | йаӏху                 | йаӏху                 |
| II   | «молоть (зерно)»                | деӏххас           | деӏххас           | деӏххас           | деӏххас           | деӏхху                | деӏхху                | деӏхху                | деӏхху                |
| III  | «делить»                        | ккъӏвас           | даккъӏас          | баккъӏас          | ккъӏас            | ккъӏу                 | дыккъӏо               | быккъӏо               | ккъӏо                 |
| III  | «встать»                        | ххвас             | даххас            | баххас            | ххас              | хху                   | дыххо                 | быххо                 | ххо                   |
| III  | «держать», «поймать»            | свас              | дысас             | бысас             | сас               | су                    | дысо                  | бысо                  | со                    |
| IV   | «нести»                         | ххвес             | деххес            | беххес            | ххес              | ухха                  | орхха                 | обхха                 | охха                  |
| IV   | «идти»                          | хъӏвес            | дехъӏес           | бехъӏес           | хъӏес             | ухъӏа                 | орхъӏа                | обхъӏа                | охъӏа                 |
| IV   | «замёрзнуть»                    | хъвес             | дехъес            | бехъес            | хъес              | хъва                  | дыхъа                 | быхъа                 | хъа                   |
| IV   | «вести»                         | курас             | дакрас            | бакрас            | крас              | ука                   | орка                  | обка                  | ока                   |
| V    | «высушить»                      | ккъурас           | дуккърас          | буккърас          | ккъурас           | ккъуре                | дуккъре               | буккъре               | ккъуре                |
| V    | «жарить»                        | чвас              | дачрас            | бачрас            | чрас              | чуре                  | дечре                 | бечре                 | чере                  |
| VI   | «гулять»                        | квевккис          | кверккис          | квебкис           | квеккис           | квевкди               | кверкди               | квебкди               | квекди                |
| VI   | «быть», «существовать»          | эвкъис            | эркъис            | эбкъис            | экъис             | эвди                  | эрди                  | эбди                  | эди                   |
| VI   | «сесть»                         | къовкъис          | къадкъис          | къабкъис          | къакъис           | къовди                | къарди                | къабди                | къайди                |
| VII  | «взять», «купить»               | щубус             | душбус            | бушбус            | щубус             | щетте                 | деште                 | беште                 | щетте                 |
| VII  | «варить»                        | субус             | субус             | субус             | субус             | сетте                 | сетте                 | сетте                 | сетте                 |
| VII  | «красить (одежду, ткать)»       | ллъубус           | ллъубус           | ллъубус           | ллъубус           | ллъетте               | ллъетте               | ллъетте               | ллъетте               |
| VIII | «давить»                        | баӏлӀмус          | баӏлӀмус          | баӏлӀмус          | баӏлӀмус          | баӏлӀни               | баӏлӀни               | баӏлӀни               | баӏлӀни               |
| VIII | «бродить (о вине, тесте)»       | хьӏехмус          | хьӏехмус          | хьӏехмус          | хьӏехмус          | хьӏехни               | хьӏехни               | хьӏехни               | хьӏехни               |
| VIII | «читать»                        | олӏмус            | олӏмус            | олӏмус            | олӏмус            | олӏни                 | олӏни                 | олӏни                 | олӏни                 |
| VIII | «сыпать»                        | -                 | -                 | бархмус           | архмус            | -                     | -                     | бархни                | архни                 |
| VIII | «набить оскомину»               | соттор лъоролъмус | соттор лъоролъмус | соттор лъоролъмус | соттор лъоролъмус | соттор лъоролъни      | соттор лъоролъни      | соттор лъоролъни      | соттор лъоролъни      |
| VIII | «мерить»                        | овсмус            | арсмус            | абсмус            | асмус             | овсни                 | арсни                 | абсни                 | асни                  |
| VIII | «проснуться»                    | уӏчӀмус           | оӏрчӏмус          | оӏбчӏмус          | оӏчӀмус           | уӏчӀни                | оӏрчӏни               | оӏбчӏни               | оӏчӀни                |
| VIII | «привязать»                     | эвтӏмус           | эртӏмус           | эбтӏмус           | этӏмус            | эвтӏни                | эртӏни                | эбтӏни                | этӏни                 |
| VIII | «выгнать»                       | улӏмус            | орлӏмус           | облӏмус           | олӏмус            | улӏни                 | орлӏни                | облӏни                | олӏни                 |
| IX   | «убегать»                       | лъуммус           | дулъмус           | булъмус           | лъуммус           | лъунне                | дулъне                | булъне                | лъунне                |
| IX   | «просеивать»                    | ццӏуммус          | ццӏуммус          | ццӏуммус          | ццӏуммус          | ццӏенне               | ццӏенне               | ццӏенне               | ццӏенне               |
| IX   | «месить», «размешивать (тесто)» | щуӏммус           | щуӏммус           | щуӏммус           | щуӏммус           | щеӏмме                | щеӏмме                | щеӏмме                | щеӏмме                |
| IX   | «считать»                       | ккъӏуммус         | ккъӏуммус         | ккъӏуммус         | ккъӏуммус         | ккъӏунне              | ккъӏунне              | ккъӏунне              | ккъӏунне              |
| IX   | «плести»                        | -                 | -                 | буххмус           | ххуммус           | -                     | -                     | беххне                | ххенне                |
| IX   | «тянуть»                        | лӏуммус           | лӏуммус           | лӏуммус           | лӏуммус           | лӏенне                | лӏенне                | лӏенне                | лӏенне                |

Глагол квес (декес, бекес, кес) «стать», «становиться» в прошедшем времени совпадает с формами глагола эвкъис «быть», «существовать»: эвди (эвтти), эрди, эбди, эди (этти).
Примеры:
Оло лъерымкӏул ли этти «Наш замок испортился»
Йасхъи абтту лъеши хъӏва «Сегодня отец поздно пришёл»
Теб Шаӏллаш ищархмул элъутта бахъӀa «Они вернулись из Шалиба в полночь»

##### Будущее простое
Будущее простое время обозначает действие, которое произойдет после разговора, и не содержит модальных признаков.
Для образования будущего простого времени необходимо к форме прошедшего основного времени добавить суффикс -хъи. Исключение: хъӏес «идти» — хатти.
| Значение             | Инфинитив | Прошедшее общее | Будущее простое |
| -------------------- | --------- | --------------- | --------------- |
| «укусить», «ужалить» | бекъас    | бекъу           | бекъухъи        |
| «найти»              | хос       | хо              | хохъи           |
| «продать»            | олӏас     | олӏу            | олӏухъи         |
| «зарезать»           | букьас    | букьу           | букьухъи        |
| «поймать»            | сас       | со              | сохъи           |
| «съесть»             | букмус    | букне           | букнехъи        |
| «убежать»            | ллъуммус  | лъунне          | лъуннехъи       |
| «прочитать»          | облӏмус   | облӏни          | облӏнихъи       |
| «привязать»          | этӏмус    | этӏни           | этӏнихъи        |
| «повесить»           | эбхмус    | эбхди           | эбхдихъи        |
| «побить»             | дахис     | дахди           | дахдихъи        |
| «остановиться»       | оцис      | усти            | устихъи         |

Примеры:
Йеб къулурчеттиш нен дакь увхъи «Из этих досок мы сделаем дверь»
Бычӏон бацомчӏиш, хъватӏи быхохъи «Косточку посадишь, вырастет дерево»

##### Настоящее конкретное
Настоящее конкретное время образуется путём присоединения к деепричастию настоящего времени вспомогательного глагола ви (ди, би, и — в зависимости от класса). Настоящее конкретное время означает, что действие происходит в момент разговора. Примеры:
Азбарла хӏелеку иӀoӀрши би «На дворе кукарекает петух»
Эйми ло чучорши и «Мать купает ребёнка»
Ллъенна атӏмул артӏырши и «Женщина ткань ткет»
Для выражения отрицания к вспомогательному глаголу добавляется суффикс -тӏу:
Даки ун хварши витӏу? «Почему ты не смеешься?»
Нен ишколла орлӏинши битӏу «Мы в школе не учимся»

##### Прошедшее повествовательное
Для образования формы прошедшего повествовательного времени необходимо к форме прошедшего основного времени присоединить суффикс -ли: хо (IV класс) «нашел» — холи, букне (III класс) «съел» — букнели, хъӏва (I класс) «пришел» — хъӏвали, иркку (IV класс) «увидел» — ирккули, дысо (II класс) «поймал» — дысоли, бо «сказал» — боли, эвди (I класс) «был», «жил», «дошел» — эвдили, эку (IV класс) «упал» — экули.
Эта форма находит применение в повествованиях.

##### Прошедшее несовершенное
Форма прошедшего несовершенного времени образуется методом прибавления к деепричастию настоящего времени глагола «быть» в прошедшем времени. Этим временем обозначается действие, происходившее до момента разговора, без указания на завершенность.
Тов варши эвдили «Он говорил»
Йэмиб аббад боӏрхъирши эбдили уммурак гьанжугур вирккус «Они всегда приходили к отцу справиться о здоровье»

##### Прошедшее результативное
Образуется при помощи формы прошедшего повествовательного времени, играющей роль деепричастия, и вспомогательного глагола в настоящем времени.
Эта форма означает результат уже совершенного действия, причем говорящий может и не знать об этом, таким образом эта форма одновременно является и заглазной формой. На русский язык прошедшее результативное время переводится по типу «оказывается, он сделал».
Тов бышор къовдили ви кинсираллис лъвак «Тот человек, оказывается, сидит около канцелярии»
Гваччи абхули би гӏарабиликь «Собака легла (лежит) под арбой»

##### Давнопрошедшее
Образуется от формы прошедшего повествовательного времени, используемого в качестве деепричастия, и вспомогательного глагола в прошедшем времени. Обозначает действие, которое предшествовало другому действию, также имевшему место в прошлом.
Лъиббавмуллъу эбдили чиналлин хъватӏи, йэмиммет лилмувчӏу эбхнили эбдили «У каждого из троих было по чинаровому дереву, на которых было привязано по оленю»
Лъеттес лъвак эбдили чиналлин хъватӏи, йамуммит эхнили эдили мисерттен кьили «На берегу моря растет чинара, на которой висело золотое седло»

##### Будущее сложное
Образуется от формы деепричастия будущего времени и вспомогательного глагола в настоящем времени. Обозначает действие, которое должно произойти в неопределенный момент времени после разговора.
Зону лобуру иккъами хулехъиши и «Я и дети умрем с голоду»
Ссала боли: зари ун абчухъиши би «Лиса сказала: я тебя убью (стану убивать, намереваюсь убить)»

#### Причастие
Формы причастия настоящего, прошедшего и будущего времени образуются при помощи суффикса -тт- и классового показателя (-у, -ур, -уб, -ут), присоединяемых соответственно к форме настоящего общего, прошедшего основного и будущего простого времени.
Причастия настоящего времени: арчар «убивает» — арчырттут, арлӏир «приходит» — арлӏирттут, кӏар «умирает» — кӏарттут, эрхур «выливает» — эрхурттут, кер «бывает» — керттут, хор «находит» — хорттут, кван «ест» — кванттут.
Причастия прошедшего времени: хо «нашел» (IV класс) — хоттут, букне «съел» (III класс) — букнеттуб, хъӏва «пришел» (I класс) — хъӏватту, уӏхъа «ушел» (I класс) — уӏхъатту, со «поймал» (IV класс) — соттут, иркку «посмотрел» (IV класс) — ирккуттут, эвди «был» (I класс) — эвдитту, бо «сказал» (IV класс) — боттут.
Причастия будущего времени: бохъи «скажу» — бохъиттут, овхъи, арухъи, абухъи, авхъи «родит», «сделает» — овхъитту, арухъиттур, абухъиттуб, авхъиттут.

#### Деепричастие
Для образования деепричастия настоящего или будущего времени, необходимо к глаголу соответственно настоящего общего или будущего простого времени прибавить суффикс -ши, а для образования деепричастия прошедшего времени — прибавить суффикс -на к форме прошедшего основного времени.
Деепричастия настоящего времени: арчар «убивает» — арчарши, арлӏир «приходит» — арлӏирши, хор «находит» — хорши, кер «бывает» — керши, кван «ест» — кванши, эрхур «выливает» — эрхурши, кӏар «умирает» — кӏарши.
Деепричастия прошедшего времени: къебу «воткнул», «боднул» — къебына, бо «сказал» — бона, заппо «позвал» — заппына, эвтӏни, эртӏни, эбтӏни, этӏни «привязал» — эвтӏнына, эртӏнына, эбтӏнына, этӏнына, овчу, арчу, абчу, ачу «убил» — овчуна, арчуна, абчуна, ачуна, овцӏу, арцӏу, абцӏу, ацӏу «наполнился», «наелся» — овцӏуна, арцӏуна, абцӏуна, ацӏуна.
Деепричастия будущего времени: хухъи, дыхохъи, быхохъи, хохъи «найду» — хухъиши, дыхохъиши, быхохъиши, хохъиши, олӏухъи «продам» — олӏухъиши, сохъи «поймаю» (IV класс) — сохъиши, облӏнихъи «прочитаю» (III класс) — облӏнихъиши, этӏнихъи «привяжу» (IV класс) — этӏнихъиши, бохъи «скажу» — бохъиши.

#### Наклонение

##### Повелительное наклонение
В зависимости от способа образования формы повелительного наклонения глаголы арчинского языка делятся на два типа. Глаголы I типа оканчиваются в форме повелительного
наклонения на гласный, глаголы II типа имеют в форме повелительного наклонения суффикс -ен или -ин.
I тип делится на 4 группы:
- К 1 группе относятся глаголы, образующие форму повелительного наклонения путём отбрасывания от инфинитива суффикса -с. Глаголы, содержащие классовый показатель в инфинитиве в середине слова, переносят его в начало.
- Ко 2 группе относят глаголы, отбрасывающие в форме повелительного наклонения суффикс -с, и присоединяющие начальный согласный слова и -а. В эту группу относятся глаголы, корень которых состоит из двух гласных.
- К 3 группе относят глаголы, образованные от глагола бос «сказать», образующие форму повелительного наклонения аналогично глаголу бос — ба. В эту же группу относится глагол лӏос «дать». Некоторые глаголы, оканчивающиеся на бус (щубус, ллъубус, субус), образуют повелительное наклонение другим способом.
- К 4 группе относят глаголы, отбрасывающие в форме повелительного наклонения -с и меняющие предшествующий гласный на а.

II тип делится на 3 группы:
- К 1 группе относят глаголы, относящиеся в настоящем общем времени к 1 группе II типа. У этих глаголов форма повелительного наклонения совпадает с формой настоящего общего времени.
- Ко 2 группе относят глаголы, относящиеся в настоящем общем времени к 3 группе II типа. У этих глаголов форма повелительного наклонения отличается от формы настоящего общего времени тем, что в повелительном наклонении отсутствует инфикс -р-. Также сюда относят глаголы, в настоящем общем времени относящиеся к 3 группе II типа. У последних повелительное наклонение совпадает с настоящим общим временем.
- К 3 группе относят глаголы, относящиеся в настоящем общем времени ко 2 группе II типа. У этих глаголов форма повелительного наклонения оканчивается на -ен, в отличие от формы настоящего общего времени, заканчивающегося на -ан.

| Тип | Группа | Значение                        | Инфинитив         | Инфинитив         | Инфинитив         | Инфинитив         | Настоящее простое время | Настоящее простое время | Настоящее простое время | Настоящее простое время |
| Тип | Группа | Значение                        | I класс           | II класс          | III класс         | IV класс          | I класс                 | II класс                | III класс               | IV класс                |
| --- | ------ | ------------------------------- | ----------------- | ----------------- | ----------------- | ----------------- | ----------------------- | ----------------------- | ----------------------- | ----------------------- |
| I   | 1      | «кусать»                        | веккъас           | деккъас           | беккъас           | эккъас            | веккъа                  | деккъа                  | беккъа                  | эккъа                   |
| I   | 1      | «дрожать»                       | вассас            | дассас            | бассас            | ассас             | васса                   | дасса                   | басса                   | асса                    |
| I   | 1      | «вянуть»                        | твас              | твас              | твас              | твас              | тва                     | тва                     | тва                     | тва                     |
| I   | 1      | «мириться», «соглашаться»       | къуцӏас           | дакъцӏас          | бакъцӏас          | къацӏас           | къуцӏа                  | дакъцӏа                 | бакъцӏа                 | къацӏа                  |
| I   | 1      | «копать»                        | йаӏхас            | йаӏхас            | йаӏхас            | йаӏхас            | йаӏха                   | йаӏха                   | йаӏха                   | йаӏха                   |
| I   | 1      | «закрывать»                     | -                 | -                 | даӏбккъас         | даӏккъас          | -                       | -                       | даӏбккъа                | даӏккъа                 |
| I   | 1      | «мочь»                          | бецӏас            | бецӏас            | бецӏас            | бецӏас            | бецӏа                   | бецӏа                   | бецӏа                   | бецӏа                   |
| I   | 1      | «гаснуть»                       | аӏхас             | аӏхас             | аӏхас             | аӏхас             | аӏха                    | аӏха                    | аӏха                    | аӏха                    |
| I   | 1      | «доить»                         | -                 | -                 | баццас            | аццас             | -                       | -                       | бацца                   | ацца                    |
| I   | 1      | «лить»                          | эцас              | эцас              | эцас              | эцас              | эца                     | эца                     | эца                     | эца                     |
| I   | 1      | «ломать»                        | ахъӏас            | ахъӏас            | ахъӏас            | ахъӏас            | ахъӏа                   | ахъӏа                   | ахъӏа                   | ахъӏа                   |
| I   | 1      | «опухать»                       | бабххьӏас         | бабххьӏас         | бабххьӏас         | бабххьӏас         | бабххьӏа                | бабххьӏа                | бабххьӏа                | бабххьӏа                |
| I   | 1      | «делать»                        | овс               | арас              | абас              | ас                | ва                      | да                      | ба                      | а                       |
| I   | 1      | «тащить на спине», «одеваться»  | -                 | -                 | абсас             | асас              | -                       | -                       | баса                    | аса                     |
| I   | 1      | «гнать»                         | овкӏас            | аркӏас            | абкӏас            | акӏас             | вакӏа                   | дакӏа                   | бакӏа                   | акӏа                    |
| I   | 1      | «выбрать»                       | эвкӏас            | эркӏас            | эбкӏас            | экӏас             | векӏа                   | декӏа                   | бекӏа                   | экӏа                    |
| I   | 1      | «оставаться»                    | эвхас             | эрхас             | эбхас             | эхас              | веха                    | деха                    | беха                    | эха                     |
| I   | 1      | «наполняться»                   | овцӏас            | арцӏас            | абцӏас            | ацӏас             | вацӏа                   | дацӏа                   | бацӏа                   | ацӏа                    |
| I   | 1      | «быть», «существовать»          | эвкъис            | эркъис            | эбкъис            | экъис             | векъи                   | декъи                   | бекъи                   | экъи                    |
| I   | 1      | «гулять»                        | квевккис          | кверккис          | кведккис          | квеккис           | квевкки                 | кверкки                 | кведкки                 | квекки                  |
| I   | 1      | «пускать»                       | атис              | атис              | атис              | атис              | ати                     | ати                     | ати                     | ати                     |
| I   | 1      | «стоять»                        | оцис              | оцис              | оцис              | оцис              | оци                     | оци                     | оци                     | оци                     |
| I   | 1      | «бить»                          | дахис             | дахис             | дахис             | дахис             | дахи                    | дахи                    | дахи                    | дахи                    |
| I   | 1      | «сесть»                         | къовкъис          | къадкъис          | къабкъис          | къакъис           | къовкъи                 | къадкъи                 | къабкъи                 | къакъи                  |
| I   | 2      | «вести»                         | курас             | дакрас            | бакрас            | крас              | курака                  | дакрака                 | бакрака                 | крака                   |
| I   | 2      | «жарить»                        | чвас              | дачрас            | бачрас            | чрас              | чвача                   | дачрача                 | бачрача                 | чрача                   |
| I   | 2      | «высушить»                      | ккъурас           | дуккърас          | буккърас          | ккъурас           | ккъураккъа              | дуккъраккъа             | буккъраккъа             | ккъураккъа              |
| I   | 3      | «сказать»                       | бос               | бос               | бос               | бос               | ба                      | ба                      | ба                      | ба                      |
| I   | 3      | «сверкать (о молнии)»           | (дунил) пар бос   | (дунил) пар бос   | (дунил) пар бос   | (дунил) пар бос   | пар ба                  | пар ба                  | пар ба                  | пар ба                  |
| I   | 3      | «тереть»                        | лӏур бос          | лӏур бос          | лӏур бос          | лӏур бос          | лӏур ба                 | лӏур ба                 | лӏур ба                 | лӏур ба                 |
| I   | 3      | «блеять (об овцах)»             | маӀ бос           | маӀ бос           | маӀ бос           | маӀ бос           | маӀ ба                  | маӀ ба                  | маӀ ба                  | маӀ ба                  |
| I   | 3      | «бриться»                       | ххартӀ бос        | ххартӀ бос        | ххартӀ бос        | ххартӀ бос        | ххартӀ ба               | ххартӀ ба               | ххартӀ ба               | ххартӀ ба               |
| I   | 3      | «пить»                          | ццӏабус           | ццӏабус           | ццӏабус           | ццӏабус           | ццӏаба                  | ццӏаба                  | ццӏаба                  | ццӏаба                  |
| I   | 3      | «петь»                          | хабус             | хабус             | хабус             | хабус             | хаба                    | хаба                    | хаба                    | хаба                    |
| I   | 3      | «говорить»                      | баӏбус            | баӏбус            | баӏбус            | баӏбус            | баӏба                   | баӏба                   | баӏба                   | баӏба                   |
| I   | 3      | «бодать»                        | къебус            | къебус            | къебус            | къебус            | къеба                   | къеба                   | къеба                   | къеба                   |
| I   | 3      | «плевать»                       | тубус             | тубус             | тубус             | тубус             | туба                    | туба                    | туба                    | туба                    |
| I   | 3      | «звать»                         | заппос            | заппос            | заппос            | заппос            | заппа                   | заппа                   | заппа                   | заппа                   |
| I   | 3      | «лопнуть»                       | чӀaӀппус          | чӀaӀппус          | чӀaӀппус          | чӀaӀппус          | чӀaӀппа                 | чӀaӀппа                 | чӀaӀппа                 | чӀaӀппа                 |
| I   | 3      | «бросить»                       | лаппус            | лаппус            | лаппус            | лаппус            | лаппа                   | лаппа                   | лаппа                   | лаппа                   |
| I   | 3      | «дать»                          | лӏус              | долӏос            | болӏос            | лӏос              | лӏуба                   | далӏба                  | балӏба                  | лӏаба                   |
| I   | 3      | «брать»                         | щубус             | душбус            | бушбус            | щубус             | ще                      | деще                    | беще                    | ще                      |
| I   | 3      | «красить (ткань, одежду)»       | ллъубус           | ллъубус           | ллъубус           | ллъубус           | ллъа                    | ллъа                    | ллъа                    | ллъа                    |
| I   | 3      | «варить»                        | субус             | субус             | субус             | субус             | сиси                    | сиси                    | сиси                    | сиси                    |
| I   | 3      | «плакать»                       | эӏммус            | эӏммус            | эӏммус            | эӏммус            | эӏмма                   | эӏмма                   | эӏмма                   | эӏмма                   |
| I   | 3      | «лизать»                        | ламус             | ламус             | ламус             | ламус             | ламма                   | ламма                   | ламма                   | ламма                   |
| I   | 3      | «жевать»                        | чӀaӀммус          | чӀaӀммус          | чӀaӀммус          | чӀaӀммус          | чӀaӀмма                 | чӀaӀмма                 | чӀaӀмма                 | чӀaӀмма                 |
| I   | 3      | «стрелять»                      | каммус            | каммус            | каммус            | каммус            | камма                   | камма                   | камма                   | камма                   |
| I   | 3      | «лопнуть»                       | даммус            | даммус            | даммус            | даммус            | дамма                   | дамма                   | дамма                   | дамма                   |
| I   | 4      | «искать»                        | вирккус           | дирккус           | бирккус           | ирккус            | виркква                 | диркква                 | биркква                 | иркква                  |
| I   | 4      | «находить»                      | хус               | дохос             | бохос             | хос               | хва                     | даха                    | баха                    | ха                      |
| II  | 1      | «считать»                       | ккъӏуммус         | ккъӏуммус         | ккъӏуммус         | ккъӏуммус         | ккъӏвемккъӏин           | ккъӏвемккъӏин           | ккъӏвемккъӏин           | ккъӏвемккъӏин           |
| II  | 1      | «месить», «размешивать (тесто)» | щуӏммус           | щуӏммус           | щуӏммус           | щуӏммус           | щеӏмщин                 | щеӏмщин                 | щеӏмщин                 | щеӏмщин                 |
| II  | 1      | «просеивать»                    | ццӏуммус          | ццӏуммус          | ццӏуммус          | ццӏуммус          | ццӏемццӏин              | ццӏемццӏин              | ццӏемццӏин              | ццӏемццӏин              |
| II  | 1      | «убегать»                       | лъуммус           | дулъмус           | булъмус           | лъуммус           | лъвемлъин               | дулъемлъин              | булъемлъин              | лъемлъин                |
| II  | 1      | «плести»                        | -                 | -                 | буххмус           | ххуммус           | -                       | -                       | беххемххин              | ххемххин                |
| II  | 2      | «привязать»                     | эвтӏмус           | эртӏмус           | эбтӏмус           | этӏмус            | ветӏин                  | детӏин                  | бетӏин                  | этӏин                   |
| II  | 2      | «подниматься», «гореть»         | эвхмус            | эрхмус            | эбхмус            | эхмус             | вехин                   | дехин                   | бехин                   | эхин                    |
| II  | 2      | «проснуться»                    | уӏчӀмус           | доӏчӀмус          | боӏчӀмус          | оӏчӀмус           | уӏчӀин                  | доӏчӀин                 | боӏчӀин                 | оӏчӀин                  |
| II  | 2      | «выгнать», «освободить»         | улӏмус            | орлӏмус           | облӏмус           | олӏмус            | улӏин                   | долӏин                  | болӏин                  | олӏин                   |
| II  | 2      | «мерить», «взвешивать»          | овсмус            | арсмус            | абсмус            | асмус             | васин                   | дасин                   | басин                   | асин                    |
| II  | 2      | «читать»                        | -                 | -                 | облӏмус           | олӏмус            | -                       | -                       | болӏин                  | олӏин                   |
| II  | 2      | «бродить (о тесте, о вине)»     | хьӏехмус          | хьӏехмус          | хьӏехмус          | хьӏехмус          | хьӏехин                 | хьӏехин                 | хьӏехин                 | хьӏехин                 |
| II  | 2      | «давить»                        | баӏлӀмус          | баӏлӀмус          | баӏлӀмус          | баӏлӀмус          | баӏлӀин                 | баӏлӀин                 | баӏлӀин                 | баӏлӀин                 |
| II  | 2      | «набить оскомину»               | соттор лъоролъмус | соттор лъоролъмус | соттор лъоролъмус | соттор лъоролъмус | соттор лъоролъин        | соттор лъоролъин        | соттор лъоролъин        | соттор лъоролъин        |
| II  | 2      | «сыпать»                        | -                 | -                 | бархмус           | архмус            | -                       | -                       | барххин                 | арххин                  |
| II  | 3      | «есть», «кушать»                | куммус            | дукмус            | букмус            | куммус            | квен                    | дукен                   | букен                   | квен                    |
| II  | 3      | «давить», «душить»              | чӀyӀммус          | дуӏчӀмус          | буӏчӀмус          | чӀyӀммус          | чӏвеӏн                  | дычӀeӀн                 | бычӀeӀн                 | чӀeӀн                   |
| II  | 3      | «тянуть»                        | лӏуммус           | лӏуммус           | лӏуммус           | лӏуммус           | лӏен                    | лӏен                    | лӏен                    | лӏен                    |

Примеры:
Йов лагъа боли: «Бара, йамуб гату абчутӏав без болӏа йат арсилухур!» «Тот парень сказал: „Стойте, не убивайте эту кошку, продайте её мне за эти деньги!“»
«Вакки гьараш!» — боли эйми «„уходи отсюда!“,—сказала мать»
Для выражения 3-го лица, к форме повелительного наклонения прибавляется глагол бос в повелительном наклонении — ба. Эта форма употребляется в тех случаях, когда говорящий через 2-е лицо выражает пожелание, просьбу или приказ, относящийся к 3-му лицу: къуцӏа «помирись», «согласись» — къуцӏаба «да согласится!», «пусть согласится!», ахъӏа «поломай» — ахъӏаба, эца «лей» — эцаба, квевкки «погуляй» — квевккиба, курака «отведи» — куракаба, лӏур ба «три» лӏур баба, лаппа «брось» — лаппаба, сиси «(с)вари» — сисиба, эӏмма «плачь» — эӏммаба, иркква «смотри», «ищи» — ирккваба, ккъӏвемккъин «считай» — ккъӏвемккъимба, квен «ешь», «кушай» — квемба.

##### Сослагательное наклонение
Для образования сослагательного наполнения, необходимо к форме прошедшего основного времени прибавить суффикс -мчӏиш. При этом если форма прошедшего времени заканчивается на -у, то этот гласный меняется на -о, а конечный гласный -и соответственно меняется на -е: букне «съел» — букнемчӏиш, лъунне «убежал» — лъуннемчӏиш, олӏни «прочитал» — олӏнемчӏиш, этӏни «привязал» — этӏнимчӏиш, ости «остановился» — остемчӏиш, дахди «ударил» — дахдемчӏиш, иркку «посмотрел» — ирккомчӏиш, бо «сказал» — бомчӏиш, лаппу «бросил» — лаппомчӏиш, эӏмму «заплакал» — эӏммомчӏиш, гьубу «дунул» — гьубомчӏиш, заппо «позвал» — заппомчӏиш, ука «привел» — укамчӏиш, чере «пожарил» — черемчӏиш, сетте «сварил» — сеттемчӏиш.
Примеры:
Йаб бычӏон бацомчӏиш, хъватӏи быхохъи «Если бы (ты, он, я) посадил косточку, то выросло бы дерево»
Гуду хъӏвамчӏиш, зари ун заппохъи «Если бы он пришел, я бы тебя позвал»

##### Условное наклонение
Условное наклонение образуется от причастия прошедшего времени при помощи суффикса -кини, при этом классовая дифференциация сохраняется.
| Значение    | Класс       | Причастие прошедшего времени | Условное наклонение |
| ----------- | ----------- | ---------------------------- | ------------------- |
| «пришедший» | I           | хъӏватту                     | хъӏваттукини        |
| «пришедший» | II          | дыхъӏаттур                   | дыхъӏаттуркини      |
| «пришедший» | III         | быхъӏаттуб                   | быхъӏаттубкини      |
| «пришедший» | IV          | хъӏаттут                     | хъӏаттуткини        |
| «найденный» | I           | хутту                        | хуттукини           |
| «найденный» | II          | дыхоттур                     | дыхоттуркини        |
| «найденный» | III         | быхоттуб                     | быхоттубкини        |
| «найденный» | IV          | хоттут                       | хоттуткини          |
| «съеденный» | III         | букнеттуб                    | букнеттубкини       |
| «съеденный» | IV          | куннеттут                    | куннеттуткини       |
| «сказанное» | «сказанное» | боттут                       | боттуткини          |
| «пойманный» | «пойманный» | соттут                       | соттуткини          |

Примеры:
Вис уштту доӏзу эвдиттукини, умму товмус кӏос лӏохъиди «Если бы мой брат был большим, отец подарил бы ему нож»
Шутта хьӏел эдитӏаттуткини (эттитӏаттуткини), нентӏу ллъеттак хатти «Если завтра не будет дождя, мы поедем в Хиттаб»

#### Казуатив
Для образования казуатива — переходного глагола, обозначающего действие, выполняемое по принуждению, необходимо к непереходному глаголу прибавить суффикс -ас. При этом сохраняется дифференциация по грамматическим классам. Образованные глаголы склоняются как глагол ас «делать».
| Исходная форма | Исходная форма | Исходная форма | Исходная форма | Исходная форма | Казуатив    | Казуатив       | Казуатив       | Казуатив       | Казуатив       |
| Значение       | I класс        | II класс       | III класс      | IV класс       | Значение    | I класс        | II класс       | III класс      | IV класс       |
| -------------- | -------------- | -------------- | -------------- | -------------- | ----------- | -------------- | -------------- | -------------- | -------------- |
| «проснуться»   | эвлӏис         | эрлӏис         | эблӏис         | элӏис          | «разбудить» | эвлӏисавс      | эрлӏисарас     | эблӏисабас     | элӏисас        |
| «увидеть»      | аккус          | аккус          | аккус          | аккус          | «показать»  | аккусас        | аккусас        | аккусас        | аккусас        |
| «вариться»     | субус          | субус          | субус          | субус          | «варить»    | субусас        | субусас        | субусас        | субусас        |
| «вспомнить»    | икӏмак алӏис   | икӏмак алӏис   | икӏмак алӏис   | икӏмак алӏис   | «напомнить» | икӏмак алӏисас | икӏмак алӏисас | икӏмак алӏисас | икӏмак алӏисас |
| «высохнуть»    | ккъурас        | ккъурас        | ккъурас        | ккъурас        | «высушить»  | ккъурасас      | ккъурасас      | ккъурасас      | ккъурасас      |

#### Образование отыменных глаголов
При помощи глагола кес «сделать», «делаться» от имен образуются глаголы: мискиннут «бедный» — мискин кес «беднеть», чӀyӀбаттут «белый» — чӀyӀба кес «побелеть», ллъаматтут «богатый» — ллъама кес «богатеть», ди «запах» — ди кес «гнить», иккъиттут «голодный» — иккъи кес «проголодаться».

#### Отрицание
Для выражения отрицания используется суффикс -тӏу: арчар «убивает» — арчартӏу, хор «находит» — хортӏу, кван «кушает» — квантӏу, кунне «съел» — куннетӏу, ачу «убил» — ачутӏу, хо «нашел» — хотӏу, куннехъи «съест» — куннехъитӏу, ачухъи «убьет» — ачухъитӏу, хохъи «найдет» — хохъитӏу, куннемчӏиш «если съест» — куннетӏумчӏиш, ачумчӏиш «если убьет» — ачутӏумчӏиш, хомчӏиш «если найдет» — хотӏумчӏиш.

#### Запретительные формы
Запретительная форма образуется методом прибавления суффикса -ги к форме настоящего общего времени: лӏор «дает» — лӏорги! «не давай!», вар «говорит» — варги! «не говори!», арчар «убивает» — арчарги! «не убивай!», хор «находит» — хорги! «не ищи!», кван «кушает» — кванги! «не ешь!», эрхур «выливает» — эрхурги! «не выливай!», кӏар «умирает» — кӏарги! «не умирай!».

#### Вопросительные формы
Для образования вопросительной формы используется суффикс -ра, глаголы, заканчивающиеся на согласный, перед этим суффиксом присоединяют выставочный гласный -и-: кунне «съел» — куннера?, куннехъи «съест» — куннехъира?, ви «есть» — вира?, со «нашел» — сора?, син «знаешь» — синира?, кван «кушаешь» — кванира?.

### Наречие
Наречия, за исключением слова валлейву (I класс), даллейру (II класс), баллейбу (III класс), аллейтӏу (IV класс) «даром», «бесплатно» не имеют категории грамматического класса.

#### Наречия места
Наречия места сходны с именами существительными, оформленные местными падежами. Следуя за существительными и управляя падежом последних, они носят название наречия-послелоги.
йатти «наверху», йаттиши «наверх», йаттик «к верху», «до верха», йаттиш «сверху», йаттихут «через верх»
кьар (кьир) «внизу», кьараши «вниз», кьарак «к низу», «до низа», кьараш «снизу», кьарахут «через низ»
гьар «впереди», гьараши «вперед», гьарак «к переду», «до передней части», гьараш «спереди», гьарахут «через переднюю часть»
хар (хир) «позади», хараши «назад», харак «до задней части», хараш «сзади», харахут «через заднюю часть»
От указательных местоимений также могут образовываться наречия места.
йат «этот» — эши «сюда», ишик «здесь», «сюда», ишиш «отсюда»
йамут «этот» — эмиши «сюда», имик «здесь», «около тебя», имиш «отсюда»
тот «тот» — тенши «туда», теник «там», тениш «оттуда»
годот «тот» — киниши «туда вниз», киник «там», киниш «оттуда»
гъодот «тот» — гъыниши «туда наверх», гъыник «там», гъыниш «оттуда»
От наречий места в свою очередь могут образовываться имена прилагательные, обозначающие положение в пространстве:
ишик — ишиктту «здешний», теник — тениктту «тамошний», гьарак — гьарактту «передний», «передовой», львак «вблизи» — львактту «ближний»
Небольшая группа наречий места представляет собой простые слова, не образованные от других частей речи: лагымат «вокруг», ахши «далеко».
Как правило наречия места требуют оформления существительного в дательном падеже:
Гьудуммун думп гравтлис кьарак лакъуба «Его мяч убери (спрячь) под кровать»
Тор лагьас хир къовкъи «Сядь после той девочки»
нокьис харак «за домом»
Наречия лагымат «вокруг», иӏгъда «в середине», «в центре» требуют родительного падежа:
Хьӏыреллин лагымат «вокруг Арчиба»
Ухлин иӏгъда гунди би «В середине поля есть яма»
Наречие йашул «внутри» требует местного падежа V серии:
Пилтитту устулли йашул эллъа «Спички положи внутри стола»

#### Наречия времени
Наречия времени отвечают на вопрос баса (быса) «когда?»: гьинц «теперь», абад «всегда», «вечно», хитта «потом», гьорок «давно», диттав «рано», лъеши «поздно», йасхъи «сегодня», шутта «завтра», ссангъи «вчера», гьарактумми «позавчера», эхъыша «вечером», аккомис, акконыллъу «утром», эхъон «в прошлую ночь», йассана «в том году», щваш «в прошлом году», шушаннама «в позапрошлом году», тӏишушаннама «два года назад», толлита «в будущем году», нессен «сейчас», щви «ночью».

#### Наречия меры
Немногочисленные наречия меры отвечают на вопрос шумейтӏу «сколько?»: тӏинна, остӏинна «мало», «немного», дуналу, дунолу «много», «очень много», аӏх «достаточно».

#### Наречия образа действия
Наречия этой группы образуются от прилагательных при помощи суффикса -ши: йакттут — йакши «глубоко», кьеӏрттут — кьеӏрши «горячо», кьаракттут — кьаракши «дешево», мацӏаттут — мацӏаши «заново», «снова», «сначала», гулиттут — гулиши «тайно».
От указательных местоимений образуются местоимения-наречия со значением «так», «таким образом»: йав «этот» — йэлли, йаму «этот, относящийся ко II лицу» — йэммет, тов «тот, относящийся к III лицу» — теммет, гъуду «тот внизу» — гъыммет, гуду «тот наверху» — кыммет.
Для образования наречий от названий национальностей, к существительному, обозначающему национальность, в местном падеже IV серии прибавляется суффикс -ди: оӏрослихъди «по-русски», аршиттехъди «по-арчински», йаттыхъди «по-аварски», гьамаӏхъди «по-лакски».

#### Местоимения-наречия
Местоимения-наречия бывают разных типов:
- вопросительные: данна?, данни? «где?», данныши? «куда?», данныш? «откуда?», даннохут «через что?», «через какое место?», даки? «почему?», гьанас? «зачем?».
- отрицательные: бысагьону «никогда», данногьону «нигде», дашону «никуда».
- неопределенные: даннишав «где-нибудь», даннана «где-то», дашена «куда-то», басана «когда-то», басагьишав, басаишав «когда-нибудь».

### Послелог
Для арчинского языка характерны послелоги.

### Союз
Функцию союза «и» в арчинском языке выполняет суффикс -у (-ву), которым оформляются оба имени:
къӏвебу чӏану ос баӏкӀу «две овцы и один баран»
ойому оӏччору «уши и хвосты»
Было класла ллъвиву лову лъибыру лову ди «В нашем классе пять мальчиков и три девочки»
нену жвену «мы и вы»
Этот же суффикс может употребляться со значением «также»:
Ноӏш кьиливу имат беӏршули быӏхъали «Лошадь седло (также) сверху имея, бегом пришла»
Абттову кӏвали «Отец тоже умер»
Союз ва имеет значение «и»:
Тов ло варлӏир ва ирккур «Тот мальчик приходит и слушает (регулярно)»
Багъла пил, лачи, охцер ва хъур ххар «В огороде растут лук, чеснок, огурец и морковь»
В качестве разделительного союза используется слово йа, которое ставится перед каждым из разделяемых слов:
Амма ккъӏанахут уӏхъитту йа кӏвахъи йанову талихӏлиши лакъв эвдихъи «Но через середину отправившийся или погибнет, или счастливо отделается (счастье найдет)» — в данном примере использован суффикс йанову со значением «или же», состоящий из заимствованного союза йани «или», «либо» и упомянутого выше суффикса -ву
При сравнении предметов используется союз баран «как»:
Без эхъон лъеттехъ мархал баран чӀyӀбаттуб ноӏш бакку микӏир «Я ночью видел белого как снег морского коня»
Йаму ноцӀ баран лъеттен ныӏширак тӏанкӀ боли «Он как птица прыгнул на лошадь»

### Междометие
Междометия вабабай, заимствованное из аварского языка, и коренное арчинское виллалай означают удивление.
Междометие ма означает «на», «бери». Ма, эймис лӏаба йамут «На, отдай это матери».
Междометие бара обозначает предостережение. Бара, йамуб гатӏу абчӏутӏлав без болӏа! «Стойте, не убивайте эту кошку, дайте её мне!». Бара, йамуверкъурги, йаммуму зон хвасар абу! «Стойте, не кусайте его, он меня спас!».
Для оклика мужчины используется слово йэ!, для оклика женщины — гье!.
Для подзывания животных используются следующие слова: для лошадей — магь, коров — гицц, овец — гӏацц, птиц — хъ. Когда погоняют и прогоняют лошадей говорят гьай, коров и телят — хӏай, овец — гӏи, собак — йэри, кошек — чит, кур — киш, гуру.